# Berkhof Ambassador
De Berkhof Ambassador (ook wel kortweg Amba genoemd) was een bustype van de Nederlandse fabrikant VDL Berkhof dat onderdeel is van VDL Bus & Coach. De bus werd in 2001 ontwikkeld door de vestiging in Heerenveen. De andere locatie van VDL Berkhof in Valkenswaard (het huidige VDL Bus Modules) werd vanwege een grote order in 2005 ook geschikt gemaakt om de bus te kunnen fabriceren.
De Ambassador is een zogeheten semi-lagevloerbus. Dit betekent dat de busvloer op de vooras, het gedeelte van de voordeur tot en met de achterste deuren, verlaagd is naar 340 mm boven het wegdek. Bij een hogevloerbus is dit 650 tot 850 mm. De bus is hierdoor gemakkelijker toegankelijk voor een grote groep mensen met een functiebeperking. De in- en uitstaphoogte wordt overigens nog minder bij (verhoogde) trottoirs. De achteras is ongewijzigd, zodat de vloer in het achterste deel door middel van een trapje oploopt naar "normale" hoogte. Het achterste deel ligt hoger om onderdelen als motor en transmissie te kunnen bergen. De bus kenmerkt zich verder door een laag ledig gewicht van circa 8700 kilogram, waardoor de bus een gunstig brandstofverbruik heeft ten opzichte van conventionele streekbussen die ongeveer 11.000 kilogram wegen.
De bus kent een 12 meter en 10,6 meter variant. De 12 meter variant is in oktober 2011 vervangen door de VDL Citea LLE. Dit is in grote lijnen dezelfde bus, maar wijkt technisch af en heeft een vernieuwd uiterlijk. Dit laatste valt voornamelijk op aan de voor- en achterkant. De 10.6 meter variant is eind 2013 vervangen door het model VDL Citea MLE (Midi Low Entry). De Citea MLE was leverbaar zijn in vier verschillende lengtes van 8.8, 9.5, 10.2 en 10.8 meter. Deze bussen werden gebouwd bij Wrightbus in Noord-Ierland.

## Geschiedenis
In het jaar 2001 kwam er een strengere Europese emissiestandaard onder de naam Euro III. De leverancier van de busmotor die tot dan toe werd gebruikt voor de Berkhof-bussen wilde deze (voorlopig) niet aanpassen aan deze nieuwe norm. Berkhof kon eenvoudigweg de motor vervangen voor een model dat wel voldeed aan de nieuwe standaard, echter gebruikte het bedrijf dit als startpunt voor een ingrijpende productinnovatie.
Omdat zowel in de bouw als bij de exploitatie van stads- en streekbussen de marges niet erg hoog zijn, zocht Berkhof naar een model dat zowel voor henzelf als voor de vervoersmaatschappij winstgevend is. Door af te stappen van de traditionele bouwwijze heeft men een lichtgewicht streekbus ontwikkeld die aanzienlijk minder brandstof verbruikt. Traditionele bussen hebben een zware stalen kooiconstructie, maar het nieuwe type krijgt zijn stevigheid door de combinatie van speciale kunststof panelen en een licht frame. Componenten als dak, vloeren en zijwanden worden compleet aangeleverd en hoeven alleen nog geassembleerd te worden. Het plaatwerk en een aantal interieurdelen zijn niet van polyester, maar van koolstofvezel gemaakt. Het buizenframe van het chassis en de carrosserie zijn niet van ijzer, maar van een tussenvorm tussen gewoon staal en roestvrijstaal. Dat is een groot verschil met traditionele bussen, waarvan de opbouw nog helemaal in elkaar gelast wordt. Deze vereenvoudigde opbouw heeft ervoor gezorgd dat het aantal productie-uren per bus met ongeveer de helft is gedaald. Het bouwen van de bus gaat nu in dertien stappen, van kaal chassis tot een complete rijklare passagiersbus. Na elke stap schuift de bus op voor de volgende bewerking in de fabriekshallen.
De grootste winst voor het vervoerbedrijf zit uiteindelijk in de exploitatie van de bus, elke kilogram extra gewicht kost meer brandstof bij het optrekken en afremmen. Door gebruik van lichtgewicht materialen ontwierp Berkhof een bus die 25 procent minder weegt dan zijn voorgangers. Dit levert in de praktijk een brandstofbesparing op van 15 tot 20 procent. Een bus rijdt op jaarbasis gemiddeld zestig- tot zeventigduizend kilometer, waardoor de vervoerder gemiddeld 3000 liter brandstof per bus kan besparen.
Bij de zoektocht naar de mogelijkheden om de bus zo licht mogelijk te maken speelde de ontwikkelingen op de markt van busbouwers ook een belangrijke rol. In 2001 ontwikkelde ook het Britse Wrightbus een low-cost 12 meter bus voor Arriva Nederland onder de naam Wright Commander. Deze bus werd geleverd in een stads- en streekuitvoering. Daarnaast ontwikkelde Wright een midi-stadsbus van 10.6 meter onder de naam Wright Cadet. Het onderstel van beide types kwam van het Nederlandse DAF/VDL Bus, een onderdeel van de VDL Groep waar ook Berkhof onder valt.
De nieuwe Berkhof-bus kreeg de naam Ambassador mee en werd net zoals de Wrightbussen geproduceerd in een 10.6 meter en 12 meter variant. Bij de ontwikkeling van de Ambassador kreeg het bedrijf subsidie van Novem (Nederlandse organisatie voor energie en milieu) vanuit het programma DEMO.
De aanschafkosten van een "klassieke" lagevloerbus lagen fors hoger dan een hogevloerbus. De aanschafprijs van een Ambassador ligt echter op het niveau van een hogevloerbus, circa 180.000 euro. Bussen met een volledig lage vloer zijn wat duurder in aanschaf, circa 200.000 euro. Ook in de onderhoudskosten nemen de verschillen tussen toegankelijke bussen en "klassieke" bussen snel af. Dit komt vooral doordat de eerste generatie, vanaf eind jaren tachtig in groten getale gebouwde lagevloerbussen, vanaf 2000 werd afgevoerd. De gedurende de gehele levensduur opgedane ervaringen konden zo worden verwerkt in de huidige generaties lagevloerbussen. Voor rolstoelers is een rolstoelplank aanwezig (manueel of elektrisch te bedienen).
Vervoersmaatschappij Connexxion had zoveel vertrouwen in de verwachte exploitatie-voordelen en de techniek van het concept, dat ze zelfs al een order plaatsten toen het ontwerp nog op de tekentafel lag. Op de Busworld in Kortrijk in oktober 2001 stelde Berkhof het prototype van de nieuwe lichtgewicht bus voor in de huisstijl van Connexxion. De resultaten van de lichtgewicht bus vielen in de praktijk niet tegen, Connexxion bestelde daarom in totaal 55 exemplaren voor de levering in 2002 en nog eens 70 exemplaren voor 2003. Voor dochteronderneming Hermes plaatste Connexxion ook een order van 94 bussen (1700-serie), waarvan overigens de eerste 33 van het stadsbustype Berkhof Jonckheer waren.
De andere Nederlandse vervoerbedrijven waren eerst wat afwachtend in het plaatsen van grote bestellingen. Voordat nieuwe bussen werden aangeschaft moesten eerst concessies (vergunningen) verworven zijn. In die tijd stelden concessieverleners ook nog geen specifieke eisen ten aanzien van het gewicht van de bus of het brandstofverbruik. Het milieu is tegenwoordig wel een belangrijk aspect bij de openbare aanbestedingen. Omdat het materieel in het openbaar vervoer sinds 2010 toegankelijk dient te zijn, zullen vervoerders vrijwel per definitie (semi-)lagevloerbussen aanschaffen. Dit heeft de populariteit van de bus positief beïnvloed.
De lichtgewicht bus brengt de meeste winst op in het streekvervoer. Stadsbussen worden immers veel zwaarder belast doordat er meer passagiers korte afstanden afleggen met de bus. Daarom werd de zwaardere stadsbus Berkhof Jonckheer nog steeds gemaakt, totdat deze in 2008 werd opgevolgd door de VDL Citea.
De naam Berkhof werd in 2003 gewijzigd in VDL Berkhof na een reorganisatie bij de VDL Groep. De bus werd hierdoor voortaan ook als VDL Berkhof Ambassador geproduceerd. De DAF-chassis werden voortaan ook onder de naam VDL geproduceerd.
Door toevoeging van AdBlue wordt het mogelijk dat dieselmotoren voldoen aan de in 2005 ingevoerde Euro IV-norm en de Euro V-norm.
Op 10 september 2010 maakte VDL Bus & Coach bekend dat men de aanduiding VDL Citea gaat gebruiken voor alle grote lijndienstbussen. Hierdoor werd de 12 meter versie in oktober 2011, tien jaar nadat de bus in productie ging, omgedoopt in VDL Citea LLE (Light Low Entry). Toen waren er in totaal 2750 Ambassadors gebouwd voor bedrijven in Nederland, Duitsland, Denemarken, Noorwegen, Finland, Italië en Israël. In mei 2012 zijn er nog twee 12 meter Ambassadors afgeleverd aan Syntus Overijssel en in december 2012 zijn er nog dertig 10.6 meter Ambassadors afgeleverd aan Arriva Personenvervoer Nederland.
Op 17 september 2010 liep de eerste door de Letse fabrikant Amoplant te Jelgava in licentie geproduceerde bus van het type Ambassador ALE 106 als AMO ZIL van de band. Amoplant streefde naar een productie van 250 stuks per jaar. In 2012 werd de fabriek failliet verklaard. Voor zover bekend zijn er geen voertuigen afgeleverd.
In deze tien jaar is er intern veel veranderd aan de bus, het uiterlijk bleef echter vrijwel identiek. Na de naamswijziging kreeg de bus voor het eerst een compleet vernieuwd front en vernieuwde achterzijde die gelijk is aan alle andere bussen in de Citea-reeks. Deze facelift werd ontworpen door Van der Veer Designers uit Geldermalsen. Op de voorzijde prijkt een duidelijk zichtbaar VDL-logo.

## Typen

### Ambassador 200 (ALE 120)
De Ambassador 200 is de 12 meter versie. De 200 is een verwijzing naar het DAF/VDL SB200 chassis waarop ook de Wright Commander van Wrightbus is gebouwd. De bus is geschikt voor zowel lokaal als interlokaal vervoer. Van dit type zijn er honderden gebouwd. Wordt ook Ambassador Low Entry 120 (ALE 120) genoemd (lengte van de bus 120 dm = 12 m).
Het gewicht wijkt bij de oudere bussen af door gebruik van andere materialen en een andere motor. Zo had de Ambassador 200 tussen 2002 en 2005 een ledig gewicht van 8.660 kg. Van 2005 tot 2007 kwam de bus op een rijklaar gewicht van 8.815 kg. Na 2007 is de Ambassador 200 weer iets lichter gemaakt en komt uit op 8.728 kg.

### Ambassador 120/180 (ALE 106)
Met de ervaringen opgedaan uit de "grotere broer", maakte Berkhof een 10 meter midibus variant voor minder drukke lijnen, ook wel de Ambassador Low Entry 106 (ALE 106) genoemd (lengte van de bus 106 dm = 10.6 m). Deze bussen worden ingezet in onder meer Zuid-Holland, Friesland en de Zaanstreek. De bus werd eerst gebouwd op een DAF/VDL SB120-chassis, waarop ook de Wright Cadet is gebouwd. In 2008 werd dit chassis opgevolgd door het VDL SB180-chassis. De bus had bij het vorige chassis een minder sterke motor in combinatie met een automatische versnellingsbak van Allison, bij het nieuwe chassis wordt dezelfde zescilinder-motor van de Ambassador 200 gebruikt in combinatie met een Voith-versnellingsbak.

## Kritiek
Naast positieve geluiden was/is er ook negatieve kritiek op de bus.
- Geluid. De bussen worden doorgaans afgeleverd met een automatische vierversnellingsbak van het merk Voith in combinatie met een Cummins motor. De Voith-versnellingsbakken zijn herkenbaar aan een gierend geluid dat meeloopt met het toerental van de motor. De Voith-bakken tussen 2001 en 2005 schakelen pas laat over, dit zorgt voor meer lawaai. Vanaf 2005 werden de bussen afgeleverd met een automatische zesversnellingsbak van ZF (8700/8800-series van Connexxion, eerder al beschikbaar in de Hermes 1800-series), deze bussen hebben een rustiger loop. Datzelfde jaar werd de Ambassador met een nieuwe milieuvriendelijker motor geleverd, waarbij ook de Voith-bak werd vernieuwd. De nieuwe versnellingsbak schakelt eerder (met name handig voor het stadsverkeer), waardoor het gierende geluid minder wordt. Toch blijft het nadeel dat de bus op topsnelheid veel toeren maakt doordat de bak maar vier versnellingen heeft. Bij latere generaties werd de geluidsproductie wel verder gereduceerd door vernieuwingen in zowel de Voith-versnellingsbak, de Cummins-motor als het isolatiemateriaal.
- Bij de oudere versies werd de ALE106 (10 meterbus) standaard met een lichtere motor geleverd dan zijn grotere broer. Deze motoren leverden nog weleens ongemakken op. Later werd voor beide types dezelfde motor gebruikt.
- De bus raakte in opspraak toen in december 2003 een chauffeur uit Almelo de dood vond toen hij met zijn hoofd klem kwam te zitten tussen de dubbele voordeur. Deze bussen waren voorzien van een anti-inbraaksysteem dat ervoor zorgde dat de deuren na vier seconden automatisch afgesloten werden nadat deze beveiliging geactiveerd werd. Mogelijk stapte de chauffeur te laat uit. In april 2004 raakte een chauffeur uit Enschede gewond bij een vergelijkbaar incident. De software van de 219 bussen uit die serie werd aangepast. Nieuwere bussen kregen een enkelbladdeur. De dubbele deur van de betreffende bus van het eerste incident (8166) werd vervangen door een enkelbladdeur en ook de cabine werd vernieuwd.[9]
- Zo nu en dan waaide door het lage gewicht een Ambassador van de dijk, bijvoorbeeld bij Simonshaven tijdens de storm van 18 januari 2007.
- In 2010 riep VDL circa 350 Ambassador-bussen terug. Het gaat om de eerste generatie bussen, die tussen 2001 en 2004 zijn uitgeleverd. Van de circa zevenhonderd bussen uit die serie vertonen er zo’n driehonderd vervormingen aan de achterkant van het chassis als gevolg van het te snel nemen van de verkeersdrempels. Bij vijftig andere bussen zijn haarscheurtjes ontstaan in het onderstel. Dat deel van het chassis werd vervangen en verstevigd. Ook de vering werd aangepast. Die maatregelen moesten ertoe leiden dat de assen niet meer tegen het onderstel van de bus aan klappen als de bussen te snel over verkeersdrempels rijden. De reparaties werden uitgevoerd tijdens reguliere onderhoudsbeurten. De constructie van de bussen werd in 2005 aangepast omdat die met milieuvriendelijker motoren werden uitgerust. In die nieuwe versie komen de mankementen niet voor.[10]

## Foto's

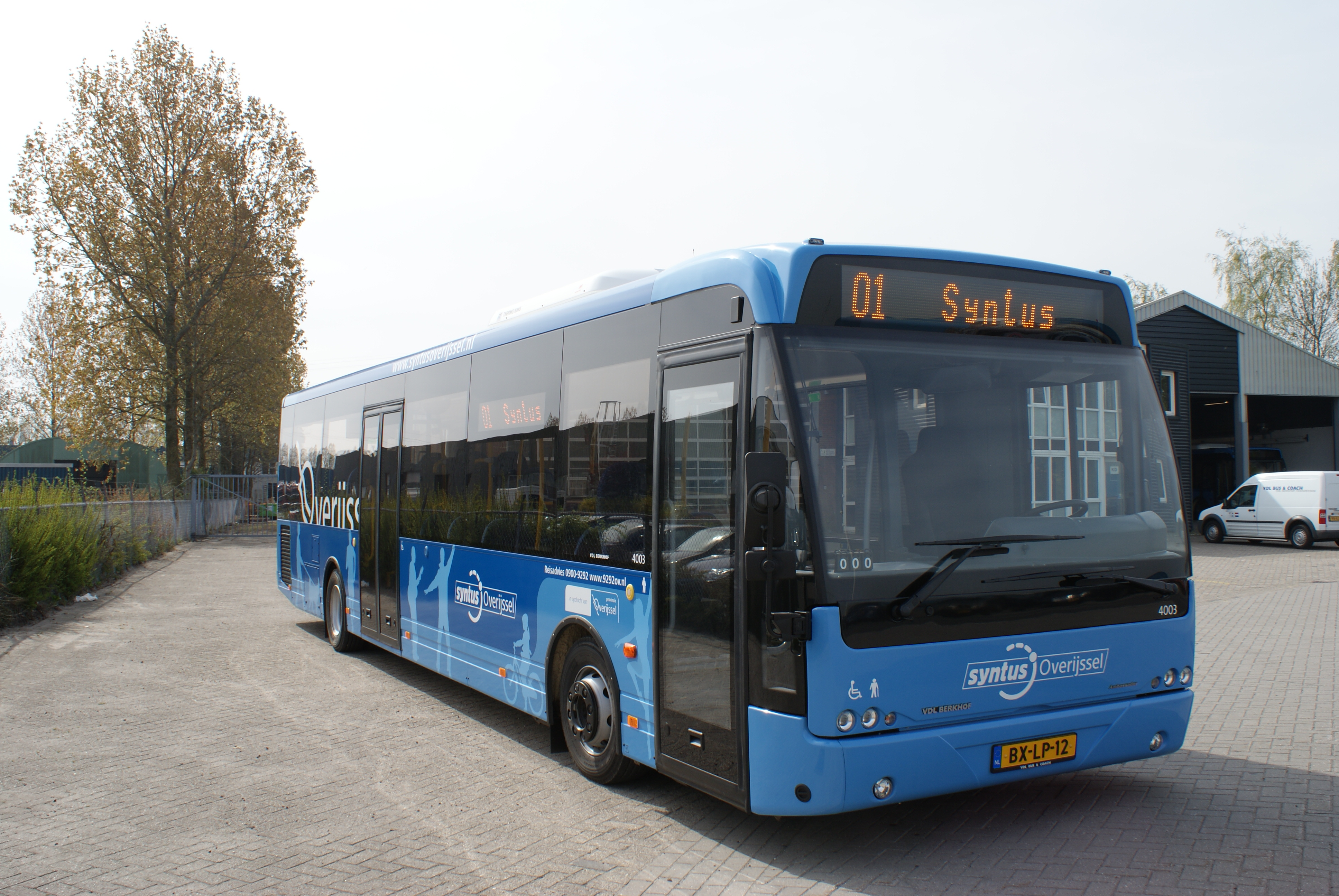
Ambassador 200 van Syntus voor onder meer Zwolle
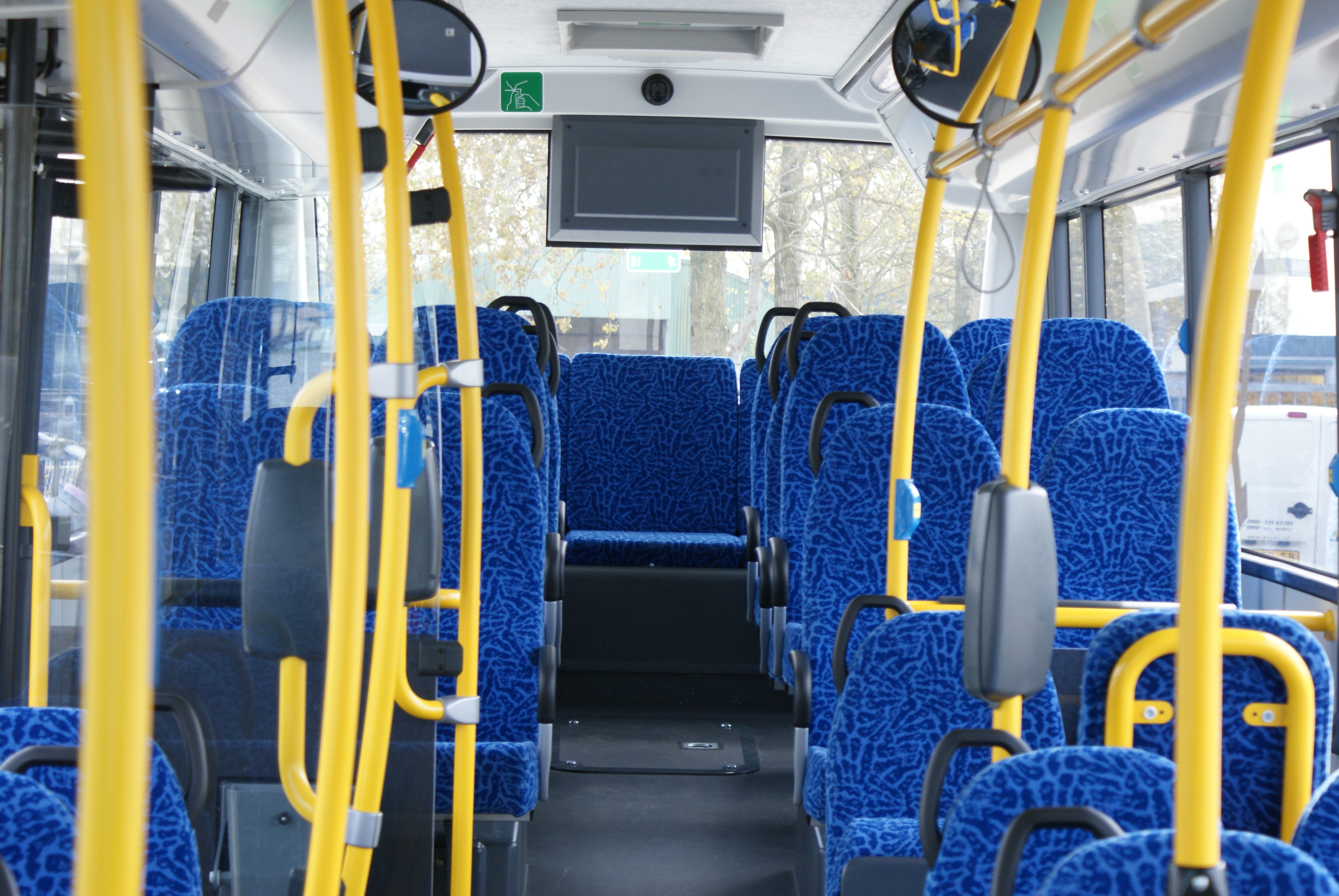
Interieur van linksstaande Ambassador voor Syntus Overijssel
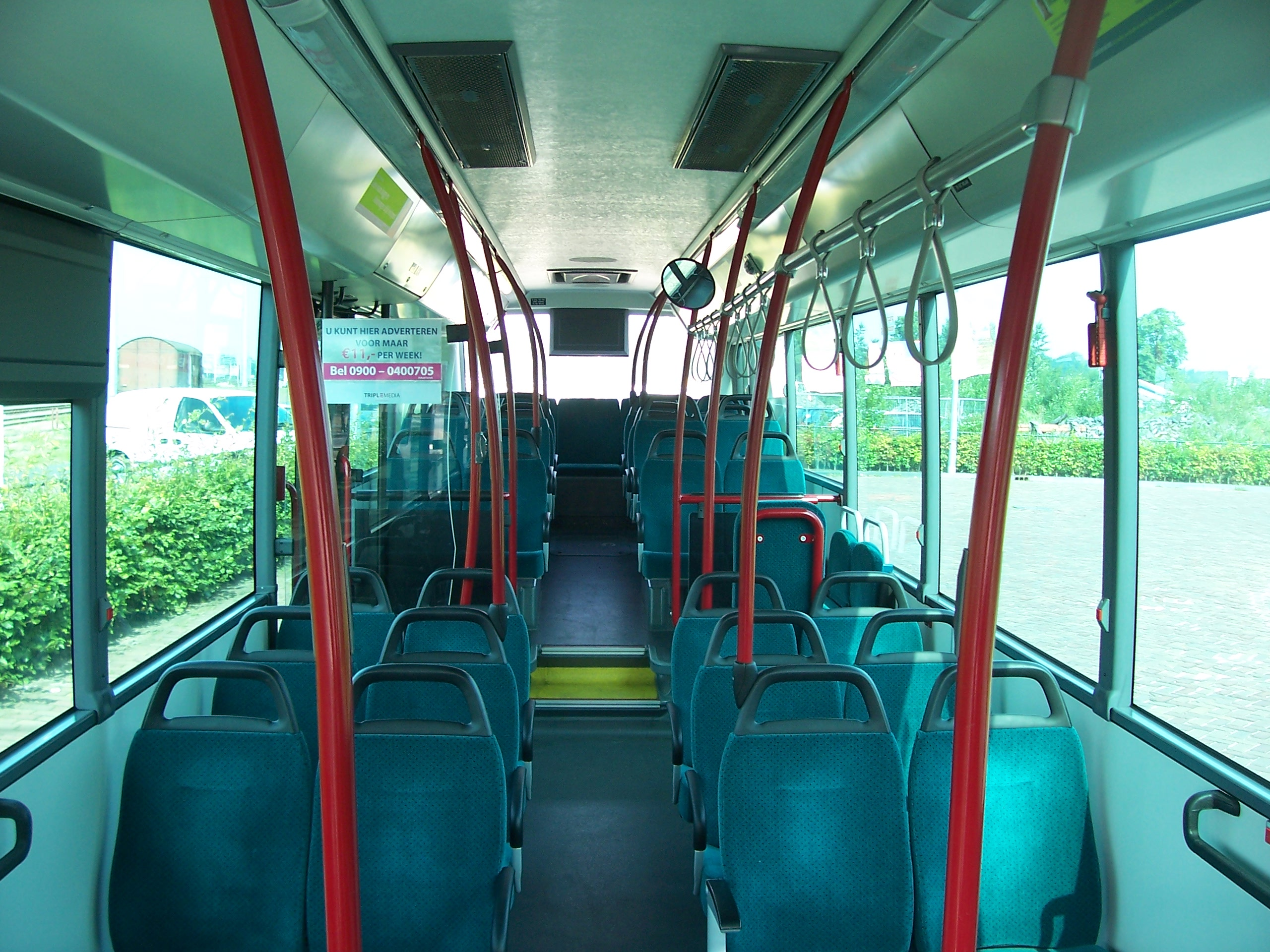
Een van de vele beschikbare interieurs voor de Ambassador 200
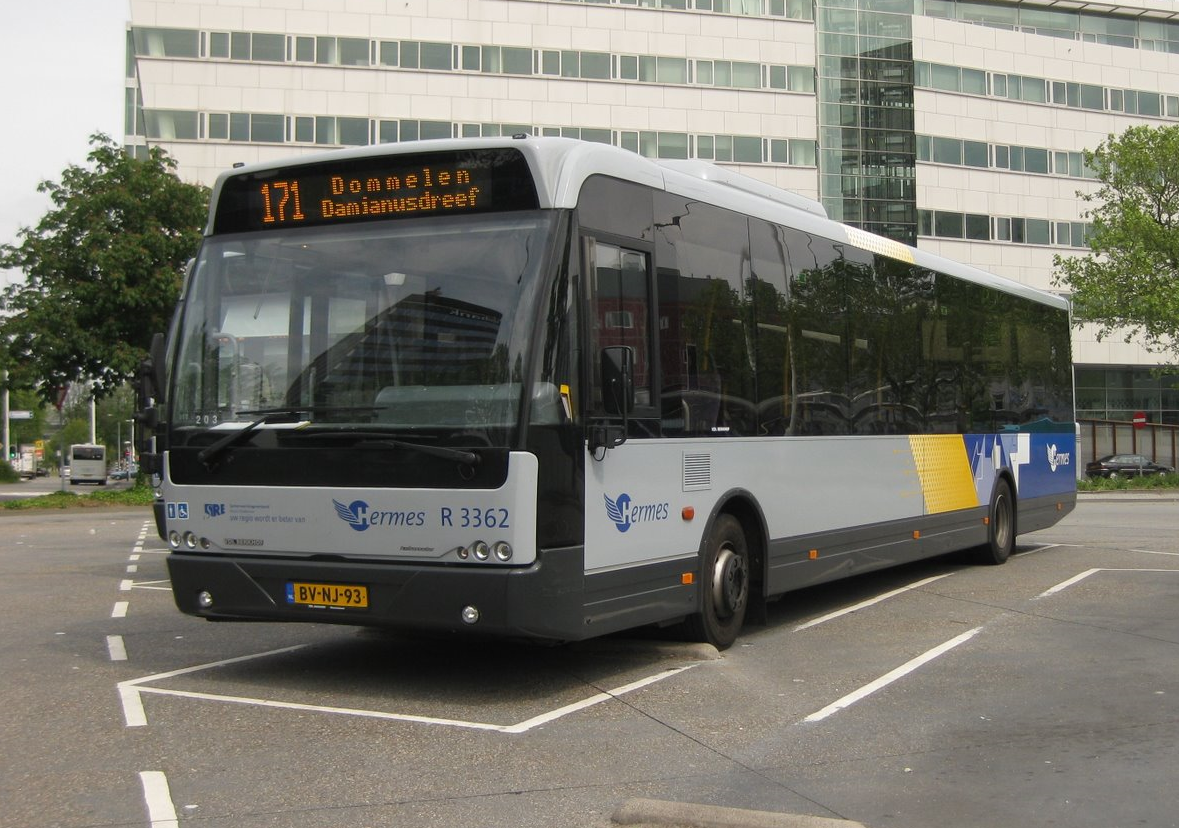
Een Ambassador 200 van Hermes
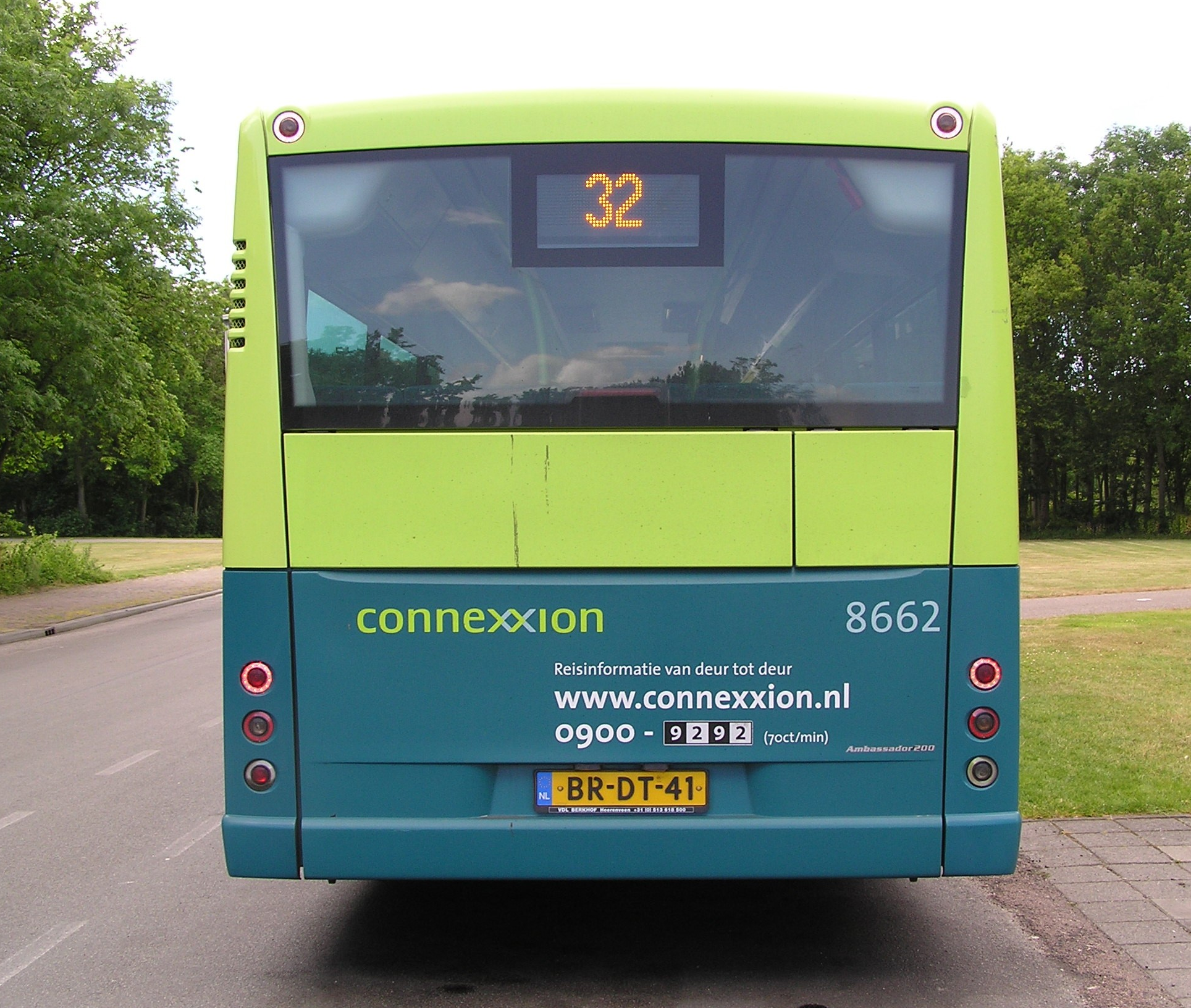
Achterzijde van een Ambassador 200 van Connexxion
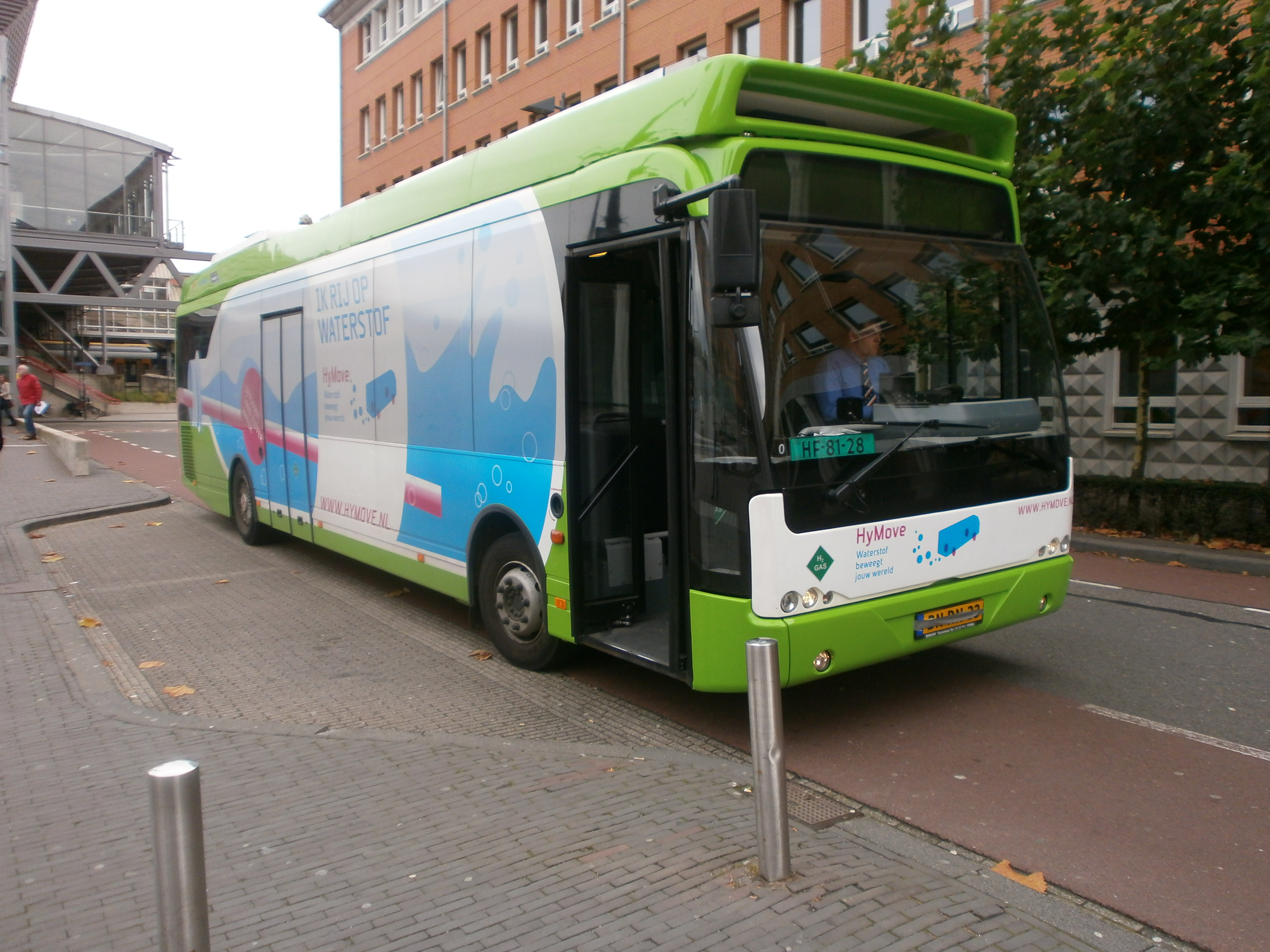
De Berkhof Ambassador van Connexxion die op proef in Arnhem op waterstof rijdt en een wielnaafaandrijving heeft.

## Orders

### Aantal Ambassadors
De eerste serie Ambassadors werd in augustus 2002 uitgeleverd. Connexxion is de grootste afnemer van de bus geweest. Eind 2008 heeft VDL de 1000ste Ambassador aan Connexxion uitgeleverd. VDL bereikte datzelfde jaar een tweede mijlpaal toen de 2.000ste Ambassador uit de fabriek rolde. In oktober 2011 werd bekend dat er in totaal 2750 Ambassadors zijn geproduceerd. Uit deze bus werd ook een voertuig voor distributie van goederen ontwikkeld. Tot een serieproductie is het niet gekomen.

### Nederland
Naast de eerste 55 en 70 exemplaren die aan Connexxion werden geleverd, bestelden ook MTI, NoordNed en Hermes de nieuwe bus van Berkhof. Halverwege 2003 had Berkhof 260 exemplaren verkocht.
In de jaren erna volgden grotere orders van Arriva, Connexxion, Syntus en Veolia Transport.
Voor Limburg bestelde Veolia bijvoorbeeld 185 bussen en voor Midden- en West-Brabant 125 bussen van het twaalf-metertype.
In 2005 plaatste Connexxion een megaorder van meer dan 300 Ambassador-bussen, waarmee een bedrag van meer dan 50 miljoen euro gemoeid was. De productie van dit aantal bussen kon men in Heerenveen echter niet aan, waardoor ook de vestiging in Valkenswaard geschikt gemaakt moest worden om Ambassadors te produceren.
Arriva bestelde voor haar nieuwe vloot in Noord-Brabant 44 Ambassador bussen. Op 16 juli 2007 werden de eerste bussen bij Arriva in gebruik genomen. Voor de Hoeksche Waard/Goeree-Overflakkee werden 85 Ambassador bussen besteld.
In juli 2008 plaatste Connexxion opnieuw een megaorder. Ditmaal ging het om 355 Ambassadors, die in de loop van 2008 werden geleverd, voor een totaalbedrag van 70 tot 75 miljoen euro. Deze bussen voldoen aan de EEV-emissiestandaard.
Syntus had in 2009 een bestelling van 26 nieuwe bussen geplaatst. Deze bussen vervingen vanaf de zomer van 2009 oudere bussen die nog een hoge vloer hadden. Hierbij ging het Syntus en de provincie Gelderland vooral om de verbeterde toegankelijkheid en milieuvriendelijkheid in vergelijking met de oude bussen.
Op het hoogtepunt reden er ongeveer 2200 Ambassadors rond in Nederland op een totale vloot van 5000 bussen. Inmiddels zijn al vele van oorsprong Nederlandse Ambassadors geëxporteerd en rijden nog in kleine aantallen in de dienst. 
In onderstaande tabel staat het aantal Ambassador 200 bussen in Nederland vermeld met wagenparknummers. Aangegeven wordt of het een Ambassador 120 / 180 series betreft.
Uitleg tabel:
- Bedrijf = Vervoersmaatschappij
- Order = Aantal bestelde bussen bij VDL Bus & Coach. Ook demo's staan vermeld. Overgekochte bussen tellen niet mee.
- Nu = Huidig aantal in dienst bij deze vervoerder (minus afgevoerde/verkochte bussen) en/of (inclusief) overgekochte bussen.
- Series = Wagenparknummers

| Bedrijf                       | Order | Nu | Series                                    | Bouwjaar  | Type    | Inzet                                                              | Opmerking | Afbeelding |
| ----------------------------- | ----- | -- | ----------------------------------------- | --------- | ------- | ------------------------------------------------------------------ | --- | ---------- |
| AOC Terra                     | 0     | 0  | BP-RR-66                                  | 2004      | 200     |                                                                    | Voorheen Veolia 5007, daarvoor BBA 5007 |            |
| Arriva                        | 0     | 0  | 0050-0053                                 | 2004      | 200     | Zuid-Holland Noord, Achterhoek-Rivierenland                        | Ex Veolia 5053, 5055 - 5057. |            |
| Arriva                        | 0     | 0  | 0085-0087                                 | 2007      | 200     | DAV-gebied, Zuid-Holland Noord                                     | Ex-Connexxion Utrecht 4241 - 4243. |            |
| Arriva                        | 0     | 0  | 0151-0157                                 | 2007      | 200     | Achterhoek-Rivierenland                                            | Ex-Connexxion Utrecht 4136, 4154, 4162, 4204, 4210, 4227, 4231. |            |
| Arriva                        | 0     | 0  | 0158-0163                                 | 2007      | 200     | Achterhoek-Rivierenland, Zuid-Holland Noord                        | Ex-Connexxion Utrecht 4229, 4264, 4254, 4235, 4258, 4265. |            |
| Arriva                        | 0     | 0  | 0207-0215                                 | 2003      | 200     | Limburg                                                            | Ex-Duitsland. Waren oorspronkelijk de Connexxion 8155, 8156, 8159, 8162 en Hermes 1736, 1739, 1748, 1760, 1778. Reden tijdelijk in de concessie Limburg. |            |
| Arriva/NoordNed               | 10    | 0  | 6100-6109                                 | 2002      | 200     | Schiermonnikoog                                                    | Ex-NoordNed, alleen 6103, 6105-6109 reden tussen 2006 en 2013 bij Arriva Nederland. Overige bussen zijn geëxporteerd naar Arriva dochter TST (Transportes Sul do Tejo) in Portugal. |            |
| Arriva/NoordNed               | 19    | 0  | 6171-6189                                 | 2003      | 200     | GGD, Friesland                                                     | Busserie heeft na NoordNed nog een tijd in Friesland en daarna in Groningen gereden. Bussen zijn geëxporteerd naar TST in Portugal (200 serie). |            |
| Arriva                        | 63    | 0  | 8001-8063                                 | 2004      | 200     | Diverse concessies (zie opmerking)                                 | 8002, 8004-8009, 8011-8013, 8015-8018 rijden nu bij TST in Portugal (200 serie). 8003 rijdt bij "Centrumbus" in Praag, Tsjechië als 7169. 8010 is verkocht aan De Grooth Vervoer als nummer 809. 8019, 8021-8025: Rivierenland 8028: Fietsbus Afsluitdijk 8029: Brabant 8020, 8026 en 8027, 8030-8054: zaten in Purmerend/Waterland, verhuisden naar DAV ter vervanging van 28 Wright Commanders. 8055-8056, 8058 en 8062: Brabant 8057: reed op lijn 15 in Zuid-Limburg voor Arriva Touring. De 8059-8061 en 8063 hebben vanaf december 2016 tijdelijk bij Syntus Utrecht gereden. |            |
| Arriva/NoordNed               | 6     | 0  | 8064-8069                                 | 2004      | 200     | Oost-Brabant, Zuidoost-Friesland, Groningen/Drenthe                | Nadat NoordNed verdween zette Arriva deze bussen in Zuidoost-Friesland en Groningen/Drenthe in. In 2009 in rood/wit overgespoten voor de concessie Oost-Brabant. De 8067 en 8069 hebben vanaf december 2016 tijdelijk bij Syntus in Utrecht gereden. |            |
| Arriva                        | 44    | 10 | 8201-8244                                 | 2007      | 200     | Diverse concessies                                                 | Deze serie is besteld voor Oost-Brabant en heeft daar tot 2020 gereden. Sindsdien rijden de 8222, 8225-8235 en 8241 in diverse gebieden. De 8201 en 8202 rijden bij Arriva Touring in Limburg. De 8236 en 8237 rijden bij Arriva Touring als Fietsbus op de Afsluitdijk, de 8237 reed daarvoor als vaccinatiebus. De 8238 en 8239 rijden als lesbus. De 8240 rijdt als Airport Shuttle bij Maastricht Aachen Airport. De 8244 rijdt nog in Brabant. De 8242 is op 29 oktober 2021 uitgebrand bij een brand in de werkplaats in Doetinchem. |            |
| Arriva                        | 82    | 1  | 8301-8382                                 | 2007      | 200     | Zuid-Holland Noord, Achterhoek-Rivierenland, Limburg, Oost-Brabant | Deze bussen reden tot 12 december 2015 in voor de concessie Hoeksche Waard/Goeree Overflakke. Deze bussen reden tussen 13 december 2015 en 8 december 2018 in de concessie DAV. De 8310, 8316, 8324, 8329, 8352, 8366, 8367 en 8378 reden in Zuid-Holland Noord, waarvan de 8324 een lesbus is geworden. De 8329 is verkocht aan Wijdemeren. De 8341, 8342, 8344, 8353, 8355, 8356 en 8364 zijn naar Arriva Touring, die ze rond Schiphol inzet. Daarvan zijn de 8356 en 8364 gesloopt. De 8349 is een leenbus van Arriva Techniek Meppel. De 8366 is verkocht aan Technieklokaal Doetinchem. De 8367 is verkocht aan Oosterpoort. De 8370 rijdt in Limburg. De 8376 reed (als lesbus) in Friesland. De 8382 reed in de concessie Oost-Brabant. Andere bussen zijn verkocht aan andere bedrijven of zijn naar Kroatië geëxporteerd.    |            |
| Arriva                        | 51    | 2  | 8401-8451                                 | 2010      | ALE-120 | Achterhoek-Rivierenland, Brabant                                   | De 8401 - 8440, 8442 - 8443 reden in Brabant. 8441, 8445-8449 rijden nog in de Achterhoek. 8401 is lesbus. |            |
| Arriva                        | 20    | 3  | 8651-8670                                 | 2013      | ALE-106 | Fryslân, Achterhoek-Rivierenland, Twente                           | Oorspronkelijke inzetgebied van deze serie was Fryslân. De 8651-8653 rijden in de concessie Achterhoek Rivierenland. De 8654-8659 zijn reservebussen voor Twente, daarvoor reden ze samen met de 8660-8667 in Lelystad. De 8668-8670 zijn altijd in Fryslân blijven rijden. In maart 2024 keerden de 8660-8667 terug naar Fryslân. |            |
| Arriva                        | 10    | 0  | 8851-8860                                 | 2012      | ALE-106 | Stadsdienst Gouda                                                  | 8860 is verkocht aan Verhoef. |            |
| Bak Reizen                    | 0     | 0  | 104-105                                   | 2007      | 200     | Treinvervangend vervoer                                            | Ex Veolia 5267 en 5271 |            |
| Bak Reizen                    | 0     | 0  | 111-112                                   | 2007      | 200     | Treinvervangend vervoer                                            | Ex Veolia 5294 en 5273. 111 is overgegaan naar Syntus Gelderland. |            |
| Berkhout Reizen               | 0     | 0  | BN-BG-33                                  | 2001      | 200     | Achterhoek-Rivierenland, Treinvervangend vervoer                   | Ex-Connexxion 8101 |            |
| Besloten Vervoer Maastricht   | 0     | 0  | 5015                                      | 2004      | 200     |                                                                    | Ex-BBA/Veolia |            |
| Besloten Vervoer Maastricht   | 0     | 0  | 5020                                      | 2004      | 200     |                                                                    | Ex-BBA/Veolia |            |
| Besloten Vervoer Maastricht   | 0     | 0  | 5033                                      | 2004      | 200     |                                                                    | Ex-BBA/Veolia |            |
| Besloten Vervoer Maastricht   | 0     | 0  | 5040-5041                                 | 2004      | 200     |                                                                    | Ex-BBA/Veolia |            |
| Besloten Vervoer Maastricht   | 0     | 0  | 5045-5046                                 | 2004      | 200     |                                                                    | Ex-BBA/Veolia |            |
| Besloten Vervoer Maastricht   | 0     | 0  | 5049-5050                                 | 2004      | 200     |                                                                    | Ex-BBA/Veolia |            |
| Besloten Vervoer Maastricht   | 0     | 0  | 5052                                      | 2004      | 200     |                                                                    | Ex-BBA/Veolia |            |
| Betuwe Express                | ?     | ?  | 1130-1131                                 | 2004      | 200     | Oost-Utrecht                                                       | |            |
| Betuwe Express                | ?     | ?  | 8440 - 8445                               | 2005      | 200     | Arnhem Nijmegen                                                    | |            |
| Betuwe Express                | ?     | ?  | 8447 - 8450                               | 2005      | 200     | Arnhem Nijmegen                                                    | |            |
| van den Broek/van Mil Tours   | 0     | 0  | 46-50                                     | 2005      | 200     | Veluwe, treinvervangend vervoer                                    | Ex-Connexxion 8440 - 8443, 8445. Enkele bussen droegen de kleuren van Syntus Gelderland. |            |
| van den Broek/van Mil Tours   | 0     | 0  | 67                                        | 2009      | 200     | Veluwe                                                             | Gehuurd van Syntus |            |
| Connexxion                    | 28    | 0  | 1733-1760                                 | 2003      | 200     | Fryslan                                                            | Serie kwam oorspronkelijk in dienst bij Hermes, maar na het verlies van concessies werden de 1734-1747 en 1756-1760 overgenomen door Connexxion. Deze bussen zijn inmiddels uit dienst gehaald. 1752 is afgebrand. De 1733 reed bij Hermes in witte huisstijl. 1748-1751 en 1753-1755 reden bij Connexxion. 1757 en 1759 rijden sindsdien voor TGVia. |            |
| Connexxion                    | 16    | 0  | 1761-1776                                 | 2003      | 200     |                                                                    | Serie kwam oorspronkelijk in dienst bij Hermes, maar na het verlies van concessies werden deze bussen door Connexxion overgenomen. Deze bussen zijn inmiddels uit dienst gehaald. De 1771 is verkocht aan UVO, de 1768 aan TGVia en de 1773 aan Schepers Tours |            |
| Connexxion                    | 17    | 0  | 1777-1793                                 | 2003      | 200     |                                                                    | Serie kwam oorspronkelijk in dienst van Hermes, maar zijn na het verlies van concessies werden de series overgenomen door Connexxion die de bussen inmiddels uit dienst heeft gehaald. |            |
| Connexxion                    | 30    | 0  | 1801-1830                                 | 2004      | 200     | Noord-Holland Noord                                                | Serie kwam oorspronkelijk in dienst bij Hermes. Alleen serie 1802-1807 bleef bij Hermes, maar is inmiddels geëxporteerd. De overige bussen reden bij Connexxion. |            |
| Connexxion                    | 30    | 0  | 1831-1860                                 | 2005      | 200     | Noord-Holland Noord                                                | Oorspronkelijk afgeleverd bij Hermes. 1819-1823, 1826, 1841 en 1842 reden voor GVU. Overige bussen zijn overgenomen door Connexxion. De 1831-1835 reden enige tijd bij Hermes in Nijmegen onder de naam Breng. |            |
| Connexxion                    | 2     | 0  | 3154-3155                                 | 2006      | 200     |                                                                    | Demobussen die dienstdeden in Leiden. 3154 is aan VTS Tours verkocht. |            |
| Connexxion/Arriva             | 2     | 0  | 3158-3159                                 | 2005/2006 | 200     |                                                                    | Demobussen van VDL Bus & Coach. Werden getest bij vervoerders Connexxion en Arriva. 3159 is aan VTS Tours verkocht. |            |
| Connexxion                    | 131   | 0  | 3159-3289                                 | 2008      | 200     | Utrecht                                                            | Overgenomen door Qbuzz |            |
| Connexxion                    | 0     | 0  | 3339-3340                                 | 2008      | 200     | Hoeksche Waard/Goeree Overflakkee                                  | Ex-Hermes |            |
| Connexxion                    | 0     | 0  | 3358-3359                                 | 2008      | 200     | Zeeland                                                            | Deze bussen reden tot 11 december 2016 bij Hermes in Eindhoven. Deze bussen reden sindsdien in de concessie Zeeland. |            |
| Connexxion                    | 0     | 0  | 3362-3363                                 | 2008      | 200     | Zeeland                                                            | Deze bussen reden tot 11 december 2016 bij Hermes in Eindhoven. Deze bussen reden sindsdien in de concessie Zeeland. |            |
| Connexxion                    | 0     | 0  | 3395                                      | 2008      | 200     | Diverse                                                            | Ex-Hermes, was een reservebus |            |
| Connexxion                    | 5     | 0  | 3485-3489                                 | 2010      | ALE-106 | Zaanstreek                                                         | |            |
| Connexxion                    | 14    | 0  | 3550-3563                                 | 2010      | ALE-120 | Zaanstreek                                                         | |            |
| Connexxion                    | 33    | 0  | 3564-3596                                 | 2010      | ALE-120 | Zaanstreek (R-net)                                                 | De 3550, 3559-3561, 3563, 3566-3568, 3570, 3571, 3575, 3576, 3578, 3580-3582, 3584, 3585, 3587-3591, 3593 en 3596 gingen per december 2023 naar EBS en zijn daar vernummerd in 4130-4154. |            |
| Connexxion                    | 96    | 1  | 4134-4229                                 | 2008      | 200     | Provincie Utrecht                                                  | De 4220 had logo's van Maxx Amersfoort gekregen. Deze serie is op 11 december 2016 buiten dienst gesteld. De 4168 en 4214 rijden bij Hermes in Zuidoost Brabant. Laatstgenoemde bus verhuisde in 2022 naar Veluwe-Zuid. De 4153, 4170, 4186, 4209, 4213, 4215 en 4222 reden tot 2020 in de concessie Noord-Holland Noord. De 4222 verhuisde daarna naar het Gooi, waar ook de 4182, 4184, 4207, 4209 en 4213 reden. Van deze bussen hebben de 4209 en 4213 in Haarlem-IJmond gereden om vervolgens naar het Gooi te verhuizen. 4164 rijdt als reservebus in Hoeksche Waard - Goeree-Overflakkee. 4217 en 4218 worden als lesbus gebruikt. 4183 en 4215 reden ook in het Gooi voor ze, net als de 4214, per december 2022 naar Hermes in Veluwe-Zuid gingen.                                                                            |            |
| Connexxion                    | 24    | 0  | 4230-4253                                 | 2008      | 200     | Stadsdienst Amersfoort                                             | Reden tot 2016 rond Amersfoort. De 4238 reed van 2020 t/m 2022 in het Gooi en de 4249 reed als vervanging van de Parkshuttle. Beide bussen gingen in december 2022 naar Hermes in Veluwe-Zuid. |            |
| Connexxion                    | 24    | 0  | 4254-4277                                 | 2008      | 200     | Provincie Utrecht                                                  | 4267-4277 zijn naar Tourquase overgegaan en in 2016 naar Syntus Utrecht. |            |
| Connexxion                    | 31    | 0  | 5101-5131                                 | 2004      | 200     | Noord-Holland Noord                                                | Deze serie werd per januari 2008 door Connexxion overgenomen van Stadsvervoer Nederland. De serie 101-131 werd omgenummerd naar 5101-5131 en veranderde van rood/wit in Connexxion groen en werden tot ca.2020 ingezet in de concessie Noord-Holland Noord. Een deel daarvan werd door TCR gebruikt. |            |
| Connexxion                    | 0     | 0  | 5810-5843                                 | 2007      | 200     | Gooi en Vechtstreek                                                | Ex-Veolia 5323-5356. De 5812, 5815, 5816, 5818, 5821-5823, 5828-5830, 5834, 5839, 5841-5843 zijn naar Hermes gegaan. De 5832 is gesloopt. |            |
| Connexxion                    | 55    | 0  | 8100-8154                                 | 2002      | 200     |                                                                    | Allereerste order voor VDL Berkhof in Heerenveen. Oorspronkelijk had Connexxion een order van tien stuks geplaatst, uiteindelijk werd de order uitgebreid. Een groot deel van deze bussen is opgelegd. 8100, 8102-8104, 8131, 8134, 8140 en 8146 werden ingezet bij Connexxion Tours. 8105 wordt nu gebruikt als lesbus bij Verkeersschool Dekker Meurs. 8125 en 8130 reden tot eind 2013 bij het GVU. De 8101 rijdt bij Berkhout Reizen. De 8105 rijdt voor E&R. |            |
| Connexxion                    | 70    | 0  | 8155-8224                                 | 2003      | 200     |                                                                    | Vervolgorder. Een groot deel van de bussen in de 8100 serie is opgelegd. Een aantal bussen staan te koop bij bushandelaar Womy in Moerdijk. 8160, 8162, 8189 en 8199 werden ingezet bij Connexxion Tours. 8197 is omgebouwd tot waterstofbus. 8166 reed in Twente. Bus 8155 reed bij Arriva in Limburg. |            |
| Connexxion                    | 7     | 0  | 8225-8232                                 | 2003      | 180     | Zaandam                                                            | De bussen zijn in 2009 uit dienst gehaald en later geëxporteerd. |            |
| Connexxion                    | 22    | 0  | 8233-8254                                 | 2003      | ALE-120 |                                                                    | 8237-8239, 8249-8254 rijden bij Connexxion. 8246-8248 reden bij Maxx Almere. De 8241 reed sinds december 2017 in de concessie Gooi en Vechtstreek. |            |
| Connexxion                    | 98    | 0  | 8278-8375                                 | 2003/2004 | 200     |                                                                    | De 8278, 8281, 8283-8284, 8286-8288, 8290-8293, 8295-8300, 8302, 8303, 8317-8318 en 8343 reden bij Maxx Almere. 8371-8375 reden in Twente. De 8286, 8290, 8299 reden tijdelijk in de concessie Zaanstreek. 8282 reed tot een onbekend moment in de concessie HWGO. Daarna is deze bus in de concessie Zeeland gaan rijden. In 2018 is deze bus uit dienst gegaan. De 8280 en 8285 reden in de concessie Gooi en Vechtstreek. 8328 rijdt voor stichting Naar House. De status van de 8289, 8294, 8301, 8304-8316, 8319-8327, 8329-8342, 8344-8370, 8280 en 8285 is onbekend. |            |
| Connexxion                    | 4     | 0  | 8376-8379                                 | 2005      | 200     |                                                                    | Opgelegd. Reden eerder op de stadsdienst Zaandam. |            |
| Connexxion                    | 77    | 0  | 8380-8456                                 | 2004      | 200     |                                                                    | 8428-8432 reden in Twentse kleuren bij OAD. De 8393 rijdt bij E&R. |            |
| Connexxion                    | 272   | 0  | 8457-8728                                 | 2005      | 200     | Diverse concessies (zie opmerking)                                 | - Reden voor het overgrote deel in de regio Alphen aan den Rijn/Leiden/Duin en Bollenstreek. - Sinds december 2012 reden nog een klein aantal exemplaren elders bij Connexxion. - De 8479 reed in de concessie Hoeksche Waard - Goeree-Overflakkee. - De 8457, 8472, 8474, 8478, 8485, 8602, 8605, 8606, 8661 - 8664 en 8681 reden in de concessie Noord-Holland Noord. - De 8569, 8573 en 8579 reden in de concessie SRE. - De 8648 -8650, 8660, 8665 reden bij Hermes onder de naam Breng. - De 8601 reed in Amstelland-Meerlanden. - De 8604 reed sinds december 2017 (tijdelijk?) in de concessie Zaanstreek (reed daarvoor in de concessie Amstelland-Meerlanden) - De 8635 reed tot 11 december 2016 in de concessie provincie Utrecht. Wat er daarna met de bus is gebeurd is onbekend. - De 8496 reed in de concessie Zeeland. |            |
| Connexxion                    | 37    | 0  | 8792-8828                                 | 2005      | 200     | Diverse                                                            | De 8795 reed tot 2020 in Noord-Holland Noord en IJsselmond. Sindsdien is deze bus bewaard bij de OVCN. |            |
| Connexxion                    | 94    | 0  | 8883-8976                                 | 2005      | 200     | Twente                                                             | |            |
| De Grooth Vervoer             | 0     | 0  | 809                                       | 2004      | 200     | Groningen en Drenthe                                               | Ex-Arriva 8010 |            |
| E&R Rijopleidingen Nieuwegein | 0     | 0  | BL-PL-99                                  | 2001      | 200     |                                                                    | Ex MTI-02-26/BBA 903/Connexxion 3156, naar Syntus als 1116. |            |
| E&R Rijopleidingen Nieuwegein | 0     | 0  | BN-BG-24                                  | 2002      | 200     |                                                                    | Ex Connexxion 8105 |            |
| E&R Rijopleidingen Nieuwegein | 0     | 0  | BP-BF-01                                  | 2003      | 200     |                                                                    | Ex Connexxion 8279 |            |
| E&R Rijopleidingen Nieuwegein | 0     | 0  | BP-TG-80                                  | 2004      | 200     |                                                                    | Ex-Connexxion 8393 |            |
| E&R Rijopleidingen Nieuwegein | 0     | 0  | BS-JT-16                                  | 2006      | 200     |                                                                    | Ex-Syntus 1185, daarvoor Veolia 5123 |            |
| E&R Rijopleidingen Nieuwegein | 0     | 3  | BT-HP-77, BT-JG-80, BT-JG-86, BT-JG-90    | 2007      | 200     |                                                                    | ex Veolia 5358, 5359, 5361, 5363 |            |
| Hermes                        | 75    | 4  | 3330-3404                                 | 2008      | 200     | Zuidoost-Brabant, Veluwe-Zuid                                      | Deze bussen werden oorspronkelijk aangeschaft voor de nieuwe concessie Samenwerkingsverband Regio Eindhoven. Verschillende bussen uit deze serie hebben sinds 11 december 2016 de Bravo-huisstijl. De 3358, 3359, 3362 en 3363 reden sinds 11 december 2016 bij Connexxion in Zeeland. De 3398-3404 en 3396 hebben voor TCR gereden. De 3367, 3394 en 3404 reden van 11 december 2022 tot en met 9 december 2023 in Veluwe-Zuid. De 3402 volgde per februari 2023 en de 3334 en 3373 een maand later. De 3353, 3360, 3372 en 3378 rijden per 28 augustus 2023 voor BusiNext als 812-815. |            |
| Hermes                        | 5     | 0  | 3479-3483                                 | 2008      | 200     | Zuidoost-Brabant, Veluwe-Zuid                                      | Extra vervolgorder voor de regio Eindhoven. De 3480 reed per februari 2023 in Veluwe-Zuid. |            |
| Hermes                        | 0     | 0  | 4164                                      | 2008      | 200     | Zuidoost-Brabant, Veluwe-Zuid                                      | Ex-Connexxion provincie Utrecht |            |
| Hermes                        | 0     | 0  | 4168                                      | 2008      | 200     | Zuidoost-Brabant, Veluwe-Zuid                                      | Ex-Connexxion provincie Utrecht |            |
| Hermes                        | 0     | 0  | 4183                                      | 2008      | 200     | Zuidoost-Brabant, Veluwe-Zuid                                      | Ex-Connexxion provincie Utrecht |            |
| Hermes                        | 0     | 0  | 4214                                      | 2008      | 200     | Zuidoost-Brabant, Veluwe-Zuid                                      | Ex-Connexxion provincie Utrecht |            |
| Hermes                        | 0     | 0  | 4215                                      | 2008      | 200     | Zuidoost-Brabant, Veluwe-Zuid                                      | Ex-Connexxion provincie Utrecht |            |
| Hermes                        | 0     | 0  | 4238                                      | 2008      | 200     | Zuidoost-Brabant, Veluwe-Zuid                                      | Ex-Connexxion provincie Utrecht |            |
| Hermes                        | 0     | 0  | 4249                                      | 2008      | 200     | Zuidoost-Brabant, Veluwe-Zuid                                      | Ex-Connexxion provincie Utrecht |            |
| Hermes                        | 0     | 0  | 5811                                      | 2007      | 200     | Veluwe-Zuid                                                        | Voorheen Connexxion Gooi en Vechtstreek, daarvoor Veolia 5324, 5325, 5328, 5329, 5331, 5334-5336, 5341-5345, 5347, 5352 en 5354-5356. |            |
| Hermes                        | 0     | 0  | 5812                                      | 2007      | 200     | Veluwe-Zuid                                                        | Voorheen Connexxion Gooi en Vechtstreek, daarvoor Veolia 5324, 5325, 5328, 5329, 5331, 5334-5336, 5341-5345, 5347, 5352 en 5354-5356. |            |
| Hermes                        | 0     | 0  | 5815                                      | 2007      | 200     | Veluwe-Zuid                                                        | Voorheen Connexxion Gooi en Vechtstreek, daarvoor Veolia 5324, 5325, 5328, 5329, 5331, 5334-5336, 5341-5345, 5347, 5352 en 5354-5356. |            |
| Hermes                        | 0     | 0  | 5816                                      | 2007      | 200     | Veluwe-Zuid                                                        | Voorheen Connexxion Gooi en Vechtstreek, daarvoor Veolia 5324, 5325, 5328, 5329, 5331, 5334-5336, 5341-5345, 5347, 5352 en 5354-5356. |            |
| Hermes                        | 0     | 0  | 5818                                      | 2007      | 200     | Veluwe-Zuid                                                        | Voorheen Connexxion Gooi en Vechtstreek, daarvoor Veolia 5324, 5325, 5328, 5329, 5331, 5334-5336, 5341-5345, 5347, 5352 en 5354-5356. |            |
| Hermes                        | 0     | 0  | 5821                                      | 2007      | 200     | Veluwe-Zuid                                                        | Voorheen Connexxion Gooi en Vechtstreek, daarvoor Veolia 5324, 5325, 5328, 5329, 5331, 5334-5336, 5341-5345, 5347, 5352 en 5354-5356. |            |
| Hermes                        | 0     | 0  | 5823                                      | 2007      | 200     | Veluwe-Zuid                                                        | Voorheen Connexxion Gooi en Vechtstreek, daarvoor Veolia 5324, 5325, 5328, 5329, 5331, 5334-5336, 5341-5345, 5347, 5352 en 5354-5356. |            |
| Hermes                        | 0     | 0  | 5828-5832                                 | 2007      | 200     | Veluwe-Zuid                                                        | Voorheen Connexxion Gooi en Vechtstreek, daarvoor Veolia 5324, 5325, 5328, 5329, 5331, 5334-5336, 5341-5345, 5347, 5352 en 5354-5356. |            |
| Hermes                        | 0     | 0  | 5839                                      | 2007      | 200     | Veluwe-Zuid                                                        | Voorheen Connexxion Gooi en Vechtstreek, daarvoor Veolia 5324, 5325, 5328, 5329, 5331, 5334-5336, 5341-5345, 5347, 5352 en 5354-5356. |            |
| Hermes                        | 0     | 0  | 5841-5843                                 | 2007      | 200     | Veluwe-Zuid                                                        | Voorheen Connexxion Gooi en Vechtstreek, daarvoor Veolia 5324, 5325, 5328, 5329, 5331, 5334-5336, 5341-5345, 5347, 5352 en 5354-5356. |            |
| Hermes                        | 0     | 0  | 8569                                      | 2005      | 200     | Regio Eindhoven                                                    | Ex-Connexxion regio Leiden |            |
| Hermes                        | 0     | 0  | 8573-8579                                 | 2005      | 200     | Regio Eindhoven                                                    | Ex-Connexxion regio Leiden |            |
| Keolis Nederland              | 0     | 2  | 3248-3250                                 | 2010      | ALE-120 | Treinvervangend vervoer RS34                                       | Ex-Syntus |            |
| Keolis Nederland              | 0     | 3  | 3255-3256                                 | 2012      | ALE-120 | Treinvervangend vervoer RS34                                       | Ex-Syntus |            |
| Keolis Nederland              | 0     | 4  | 7101-7104                                 | 2010      | ALE-120 | Blauwnet                                                           | Ex-Syntus 4109, 4111, 4115, 4128 |            |
| Konink                        | 0     | 1  | 5108                                      | 2006      | 200     |                                                                    | Ex-Veolia |            |
| Luttikhuis                    | 0     | 0  | 3068-3069                                 | 2003      | 200     | Twente                                                             | Ex Connexxion 1746 en 1790. |            |
| MTI                           | 1     | 0  | 02-25                                     | 2001      | 200     |                                                                    | De eerste en oudste Ambassador. In 2002 verkocht aan MTI als 02-25. Later als BBA InterHoMe 903 en Connexxion 3156, in 2011 naar E&R Rijopleidingen in Nieuwegein, daarna als 1116 naar Syntus Utrecht. |            |
| MTI                           | 1     | 0  | 02-26                                     | 2001      | 200     |                                                                    | Eerst testbus bij Hermes onder nummer 7777. In 2002 verkocht aan MTI. Later als BBA 02-26 en 904 en sinds 2007 als Snelle Vliet 204. |            |
| MTI                           | 1     | 0  | 02-27                                     | 2003      | 200     |                                                                    | Later BBA 905, Connexxion 3157 en Peereboom 55. De bus voerde bij Peereboom ritten uit voor Connexxion. |            |
| Munckhof                      | 0     | 0  | 5110-5112                                 | 2006      | 200     |                                                                    | Deze bussen waren gehuurd van Veolia Transport. |            |
| Munckhof                      | 0     | 0  | 5114-5116                                 | 2006      | 200     |                                                                    | Deze bussen waren gehuurd van Veolia Transport. |            |
| Next                          | 17    | 12 | 419-435                                   | 2007      | 200     | HWGO, Zeeland                                                      | Tevens Connexxion 1075 - 1091. De 1075, 1076, 1081, 1088 en 1091 zijn uit dienst. |            |
| Next                          | 0     | 0  | 548-550                                   | 2007      | 200     | HWGO, Zeeland                                                      | Ex-Veolia 5300 - 5301, 5308 |            |
| Next                          | 2     | 2  | 613-614                                   | 2008      | 200     | HWGO                                                               | Ex-Hermes 3347, 3350 |            |
| Next                          | 1     | 0  | 616                                       | 2008      | 200     | HWGO                                                               | Ex-Hermes 3354 |            |
| Naar House                    | 0     | 1  | BN-TT-68                                  | 2003      | 200     |                                                                    | Ex-Connexxion 8222 |            |
| Naar House                    | 0     | 1  | BP-DP-73                                  | 2004      | 200     |                                                                    | Ex-Connexxion 8328 |            |
| Naar House                    | 0     | 1  | BP-PH-97                                  | 2004      | 200     |                                                                    | Ex-Hermes 1830 |            |
| Naar House                    | 0     | 1  | BV-LD-47                                  | 2008      | 200     |                                                                    | Ex-Connexxion 4264, later Arriva 159. |            |
| Novio                         | 0     | 0  | 1733                                      | 2003      | 200     | Arnhem Nijmegen                                                    | Ex-Hermes |            |
| Novio                         | 0     | 0  | 1744                                      | 2003      | 200     | Arnhem Nijmegen                                                    | Ex-Hermes |            |
| Novio                         | 0     | 0  | 1748-1749                                 | 2003      | 200     | Arnhem Nijmegen                                                    | Ex-Hermes |            |
| Novio                         | 0     | 0  | 1751                                      | 2003      | 200     | Arnhem Nijmegen                                                    | Ex-Hermes |            |
| Novio                         | 0     | 0  | 1753-1755                                 | 2003      | 200     | Arnhem Nijmegen                                                    | Ex-Hermes |            |
| Novio                         | 0     | 0  | 1772                                      | 2003      | 200     | Arnhem Nijmegen                                                    | Ex-Hermes |            |
| Novio                         | 0     | 0  | 1788-1789                                 | 2003      | 200     | Arnhem Nijmegen                                                    | Ex-Hermes |            |
| Novio                         | 0     | 0  | 1792-1793                                 | 2003      | 200     | Arnhem Nijmegen                                                    | Ex-Hermes |            |
| Novio                         | 0     | 0  | 1801                                      | 2004      | 200     | Arnhem Nijmegen                                                    | Ex-Hermes |            |
| Novio                         | 0     | 0  | 1806-1810                                 | 2004      | 200     | Arnhem Nijmegen                                                    | Ex-Hermes |            |
| Novio                         | 0     | 0  | 1816-1819                                 | 2004      | 200     | Arnhem Nijmegen                                                    | Ex-Hermes |            |
| Novio                         | 0     | 0  | 1825                                      | ????      | 200     | Arnhem Nijmegen                                                    | Ex-Hermes |            |
| Novio                         | 0     | 0  | 1829                                      | ????      | 200     | Arnhem Nijmegen                                                    | Ex-Hermes |            |
| Novio                         | 0     | 0  | 1831-1835                                 | 2005      | 200     | Arnhem Nijmegen                                                    | Ex-Hermes |            |
| Novio                         | 0     | 0  | 1845-1849                                 | 2005      | 200     | Arnhem Nijmegen                                                    | Ex-Hermes |            |
| Novio                         | 0     | 0  | 8237 - 8239                               | 2003      | 200     | Arnhem Nijmegen                                                    | Ex-Connexxion |            |
| Novio                         | 0     | 0  | 8249-8254                                 | 2003      | 200     | Arnhem Nijmegen                                                    | Ex-Connexxion |            |
| Novio                         | 0     | 0  | 8409 - 8422                               | 2004      | 200     | Arnhem Nijmegen                                                    | Ex-Connexxion |            |
| Novio                         | 0     | 0  | 8424-8426                                 | 2004      | 200     | Arnhem Nijmegen                                                    | Ex-Connexxion |            |
| Novio                         | 0     | 0  | 8433-8439                                 | 2005      | 200     | Arnhem Nijmegen                                                    | Ex-Connexxion |            |
| Novio                         | 0     | 0  | 8446                                      | 2005      | 200     | Arnhem Nijmegen                                                    | Ex-Connexxion |            |
| Novio                         | 0     | 0  | 8451-8456                                 | 2005      | 200     | Arnhem Nijmegen                                                    | Ex-Connexxion |            |
| Novio                         | 0     | 0  | 8614                                      | 2005      | 200     | Arnhem Nijmegen                                                    | Ex-Connexxion |            |
| Novio                         | 0     | 0  | 8619                                      | 2005      | 200     | Arnhem Nijmegen                                                    | Ex-Connexxion |            |
| Novio                         | 0     | 0  | 8637-8638                                 | 2005      | 200     | Arnhem Nijmegen                                                    | Ex-Connexxion |            |
| Novio                         | 0     | 0  | 8640                                      | 2005      | 200     | Arnhem Nijmegen                                                    | Ex-Connexxion |            |
| Novio                         | 0     | 0  | 8642-8650                                 | 2005      | 200     | Arnhem Nijmegen                                                    | Ex-Connexxion |            |
| Novio                         | 0     | 0  | 8660-8661                                 | 2005      | 200     | Arnhem Nijmegen                                                    | Ex-Connexxion |            |
| Novio                         | 0     | 0  | 8665                                      | 2005      | 200     | Arnhem Nijmegen                                                    | Ex-Connexxion |            |
| Novio                         | 0     | 0  | 8689-8703                                 | 2005      | 200     | Arnhem Nijmegen                                                    | Ex-Connexxion |            |
| Novio                         | 0     | 0  | 8712-8713                                 | 2005      | 200     | Arnhem Nijmegen                                                    | Ex-Connexxion |            |
| Novio                         | 0     | 0  | 8715                                      | 2005      | 200     | Arnhem Nijmegen                                                    | Ex-Connexxion |            |
| Novio                         | 0     | 0  | 8817 - 8828                               | 2005      | 200     | Arnhem Nijmegen                                                    | Ex-Connexxion |            |
| OAD                           | 0     | 0  | 3061-3065                                 | 2005      | 200     | Twente                                                             | Ex-Connexxion 8428 - 8432. Reden voor Syntus. Buiten dienst in december 2012 |            |
| OVCN                          | 0     | 1  | 1451                                      | 2004      | 200     |                                                                    | Ex Stichting Standaard Streekbus |            |
| OVCN                          | 0     | 1  | 4015                                      | 2010      | 200     |                                                                    | Ex Syntus |            |
| OVCN                          | 0     | 1  | 8795                                      | 2005      | 200     |                                                                    | Ex Connexxion |            |
| Pouw Vervoer                  | 0     | 0  | 101-102                                   | 2008      | 200     | Provincie Utrecht                                                  | Ex Connexxion 4190-4191. De 101 rijdt anno 2017 bij Nederveen Opleidingen. |            |
| Pouw Vervoer                  | 0     | 0  | 103                                       | 2004      | 200     | Provincie Utrecht                                                  | Ex Connexxion 8641 |            |
| Pouw Vervoer                  | 0     | 12 | 7548-7550                                 | 2007      | 200     |                                                                    | Vaccinatiebussen, ex TCR. |            |
| Pouw Vervoer                  | 0     | 12 | 7560                                      | 2007      | 200     |                                                                    | Vaccinatiebussen, ex TCR. |            |
| Pouw Vervoer                  | 0     | 12 | 7561                                      | 2007      | 200     |                                                                    | Vaccinatiebussen, ex TCR. |            |
| Pouw Vervoer                  | 0     | 12 | 7563                                      | 2007      | 200     |                                                                    | Vaccinatiebussen, ex TCR. |            |
| Pouw Vervoer                  | 0     | 12 | 7565                                      | 2007      | 200     |                                                                    | Vaccinatiebussen, ex TCR. |            |
| Pouw Vervoer                  | 0     | 12 | 7570                                      | 2007      | 200     |                                                                    | Vaccinatiebussen, ex TCR. |            |
| Pouw Vervoer                  | 0     | 12 | 7573                                      | 2007      | 200     |                                                                    | Vaccinatiebussen, ex TCR. |            |
| Pouw Vervoer                  | 0     | 12 | 7581                                      | 2007      | 200     |                                                                    | Vaccinatiebussen, ex TCR. |            |
| Pouw Vervoer                  | 0     | 12 | 7589                                      | 2007      | 200     |                                                                    | Vaccinatiebussen, ex TCR. |            |
| Pouw Vervoer                  | 0     | 12 | 7591                                      | 2007      | 200     |                                                                    | Vaccinatiebussen, ex TCR. |            |
| Pouw Vervoer                  | 0     | 8  | 7851-7857                                 | 2010      | 200     |                                                                    | Vaccinatiebussen. Ex Syntus 5001, 5003, 5005, 5006, 5008, 5014, 5015, 5022. |            |
| Pouw Vervoer                  | 0     | 8  | 7859                                      | 2010      | 200     |                                                                    | Vaccinatiebussen. Ex Syntus 5001, 5003, 5005, 5006, 5008, 5014, 5015, 5022. |            |
| Peer en Co                    | 0     | 0  | 4120                                      | 2010      | 200     |                                                                    | Ex Syntus |            |
| Peereboom                     | 0     | 0  | 53-54                                     | 2005      | 200     | Noord-Holland Noord                                                | Ex Connexxion 1852, 1853 |            |
| Peereboom                     | 0     | 0  | 55                                        | 2003      | 200     | Noord-Holland Noord                                                | Ex Connexxion 3157 |            |
| Peereboom                     | 0     | 0  | 8462-8463                                 | 2005      | 200     | Noord-Holland Noord                                                | Ex-Connexxion |            |
| Personenvervoer Van Dijk      | 0     | 0  | 901-903                                   | 2004      | 200     | GD, Kleinschalig OV GD                                             | Ex-Connexxion 8468, 5836, 8546 |            |
| Personenvervoer Van Dijk      | 0     | 0  | 904                                       | 2006      | 200     | GD, Kleinschalig OV GD                                             | ex-Connexxion 8796 |            |
| Personenvervoer Van Dijk      | 0     | 0  | 1733                                      | 2003      | 200     | GD, Kleinschalig OV GD                                             | ex-Hermes |            |
| Personenvervoer Van Dijk      | 0     | 0  | 8241                                      | 2003      | 200     | GD                                                                 | Ex-Connexxion |            |
| Personenvervoer Van Dijk      | 0     | 0  | 8339-8340                                 | 2004      | 200     | GD                                                                 | Ex-Connexxion |            |
| Personenvervoer Van Dijk      | 0     | 0  | 8799                                      | 2006      | 200     | GD, Kleinschalig OV GD                                             | ex-Connexxion 8799 |            |
| Quick Parking                 | 0     | 0  | BS-BR-48                                  | 2006      | 200     |                                                                    | Ex Veolia 5053. |            |
| Quick Parking                 | 0     | 0  | BS-BR-51                                  | 2006      | 200     |                                                                    | Ex Veolia 5055. |            |
| Quick Parking                 | 0     | 0  | BS-XD-98                                  | 2006      | 200     |                                                                    | Ex Veolia 5245. |            |
| Quick Parking                 | 0     | 0  | BT-JG-84                                  | 2006      | 200     |                                                                    | Ex Veolia 5360. |            |
| Rasch                         | 0     | 0  | 1791                                      | ????      | 200     | Noord-Holland Noord                                                | Gehuurd van Connexxion |            |
| Rasch                         | 0     | 0  | 1840                                      | ????      | 200     | Noord-Holland Noord                                                | Gehuurd van Connexxion |            |
| Rasch                         | 0     | 0  | 5107                                      | ????      | 200     | Noord-Holland Noord                                                | Gehuurd van Connexxion |            |
| RHT Tours / Tourgo            | 0     | 0  | BN-XG-43                                  | 2005      | 200     |                                                                    | Ex Van Mil 50 |            |
| RHT Tours / Tourgo            | 0     | 1  | BS-JV-15                                  | 2006      | 200     |                                                                    | Ex Veolia 5218 |            |
| Schepers Tours                | 0     | 0  | 49                                        | 2003      | 200     | Twente                                                             | Ex Hermes 1773 |            |
| Snelle Vliet Touringcars      | 0     | 0  | 204                                       | 2002      | 200     |                                                                    | Ex-MTI 02-26 |            |
| Snelle Vliet Touringcars      | 0     | 0  | 208                                       | 2004      | 200     |                                                                    | Ex Arriva 8069 |            |
| South West Tours              | 0     | 0  | ?                                         | 2004      | 200     |                                                                    | Ex-Connexxion 1836 |            |
| South West Tours              | 0     | 1  | ?                                         | 2007      | 200     |                                                                    | ex-Connexxion 5838 |            |
| Sieswerda                     | 0     | 0  | ?                                         | 2004      | 200     |                                                                    | Ex BBA/Veolia 5008, 5030, 5035 en 5037 |            |
| Stadsvervoer Nederland        | 31    | 0  | 101-131 (later 5101-5131)                 | 2004      | 200     | Oost-Utrecht                                                       | Enkele bussen waren uitgeleend aan Vallei Reizen. Na afloop van de concessie Oost-Utrecht is deze serie naar Connexxion overgegaan. |            |
| Stichting Standaard Streekbus | 0     | 0  | 1451                                      | 2004      | 200     |                                                                    | Ex-Syntus 3051 |            |
| Syntus Utrecht                | 0     | 0  | 1108-1110                                 | 2004      | 200     | Utrecht                                                            | Deze bussen komen over van Arriva en hadden daar de nummers 8029, 8059 - 8061, 8063 en 8069. Deze serie heeft tussen december 2016 en juni 2017 in Brabantse kleuren bij Syntus gereden. |            |
| Syntus Utrecht                | 0     | 0  | 1118                                      | 2004      | 200     | Utrecht                                                            | Deze bussen komen over van Arriva en hadden daar de nummers 8029, 8059 - 8061, 8063 en 8069. Deze serie heeft tussen december 2016 en juni 2017 in Brabantse kleuren bij Syntus gereden. |            |
| Syntus Utrecht                | 0     | 0  | 1120-1121                                 | 2004      | 200     | Utrecht                                                            | Deze bussen komen over van Arriva en hadden daar de nummers 8029, 8059 - 8061, 8063 en 8069. Deze serie heeft tussen december 2016 en juni 2017 in Brabantse kleuren bij Syntus gereden. |            |
| Syntus Utrecht                | 0     | 0  | 1111 - 1113                               | 2004      | 200     | Utrecht                                                            | Tijdelijke bussen tussen december 2016 en juni 2017. Zij reden eerst onder wagenparknummers 3053 en 3056 - 3058 in Twente. |            |
| Syntus Utrecht                | 0     | 0  | 1117                                      | 2004      | 200     | Utrecht                                                            | Tijdelijke bussen tussen december 2016 en juni 2017. Zij reden eerst onder wagenparknummers 3053 en 3056 - 3058 in Twente. |            |
| Syntus Utrecht                | 0     | 0  | 1114, 1115                                | 2004      | 200     | Utrecht                                                            | Tijdelijke bussen die voorheen bij Arriva in Brabant hebben gereden als 8058, 8062 en 8067. Deze bussen droegen het kleurenschema van de Cubaanse vervoersmaatschappij Transmetro. |            |
| Syntus Utrecht                | 0     | 0  | 1119                                      | 2004      | 200     | Utrecht                                                            | Tijdelijke bussen die voorheen bij Arriva in Brabant hebben gereden als 8058, 8062 en 8067. Deze bussen droegen het kleurenschema van de Cubaanse vervoersmaatschappij Transmetro. |            |
| Syntus Utrecht                | 0     | 0  | 1116                                      | 2001      | 200     | Utrecht                                                            | Deze bus begon zijn carrière als MTI 02-25, reed daarna voor de BBA als 903, daarna naar Connexxion als 3156 en heeft vervolgens bij E&R rijopleidingen gereden. |            |
| Syntus Utrecht                | 0     | 0  | 1122                                      | 2006      | 200     | Utrecht                                                            | Deze bus heeft een grote airco op het dak, welke hij dankt aan een proefbedrijf in Israël. Na zijn inzet aldaar is de bus bij Connexxion terechtgekomen. Daar kreeg hij het nummer 1968. Vervolgens ging deze bus naar Syntus, waar hij als 1450 in de Achterhoek reed. Vanaf december 2016 werd de bus als 1122 in de provincie Utrecht gebruikt. |            |
| Syntus Utrecht                | 0     | 0  | 1165 - 1182                               | 2007      | 200     | Utrecht                                                            | Deze bussen reden bij Tourquase in de provincie Utrecht als 4192 - 4198 en 4268 - 4277. Na juni 2017 zijn ze buiten dienst gesteld. |            |
| Syntus Utrecht                | 0     | 0  | 1183 - 1200                               | 2006      | 200     | Utrecht                                                            | Deze bussen hebben, voor ze bij Syntus kwamen, voor Veolia in Limburg gereden. Daarbij droegen ze de volgende nummers: 5058, 5066, 5070, 5080, 5090, 5107, 5119, 5122 - 5123, 5131, 5142 - 5143, 5145, 5152, 5155, 5179, 5181, 5195, 5206, 5235 - 5236, 5283 en 5290. Vanwege schade waren er twee bussen met het nummer 1185 en 1190. |            |
| Syntus Utrecht                | 0     | 0  | 1202-1204                                 | 2006      | 200     | Utrecht                                                            | Deze bussen hebben, voor ze bij Syntus kwamen, voor Veolia in Limburg gereden. Daarbij droegen ze de volgende nummers: 5058, 5066, 5070, 5080, 5090, 5107, 5119, 5122 - 5123, 5131, 5142 - 5143, 5145, 5152, 5155, 5179, 5181, 5195, 5206, 5235 - 5236, 5283 en 5290. Vanwege schade waren er twee bussen met het nummer 1185 en 1190. |            |
| Syntus                        | 1     | 0  | 1449                                      | 2004      | 200     | Achterhoek                                                         | ex Berkhof, vernummerd naar 2149 |            |
| Syntus                        | 1     | 0  | 1450                                      | 2004      | 200     | Achterhoek                                                         | ex Demobus VDL, vernummerd naar 2150 |            |
| Syntus                        | 10    | 0  | 1451-1460                                 | 2003      | 200     | Achterhoek                                                         | Vernummerd naar 2151-2160 |            |
| Syntus                        | 1     | 0  | 1481                                      | 2004      | 180     | Achterhoek                                                         | Deze bus is afgebrand (was onderdeel van de inmiddels vernummerde en deels verkochte serie 1481-1488). |            |
| Syntus                        | 25    | 0  | 1501-1526                                 | ????      | ???     | Achterhoek                                                         | |            |
| Syntus                        | 0     | 0  | 2146-2148                                 | 2004      | 200     | ZHO                                                                | Ex BBA/Veolia 5001-5003 |            |
| Syntus                        | 12    | 0  | 2149-2160                                 | 2004/2005 | 200     | ZHO                                                                | Deze serie had tot 2010 de wagenparknummers 1449-1460. De 1449 (nu 2149) is oorspronkelijk een demo-Ambassador van Berkhof geweest. Daarna is deze naar Blaa Omnibusser in Denemarken gegaan, daarna heeft de 1449 op de IAA in Hannover gestaan. Toen kwam hij weer terug naar Nederland en werd bij Syntus ingezet als vervanger voor de afgebrande 1481. De 2149, 2150 en 2153 zijn in januari 2016 teruggestuurd naar Womy. |            |
| Syntus                        | 0     | 0  | 3046-3048                                 | 2005      | 200     | Twente                                                             | Ex-Connexxion 8584, 8587 en 8589. Deze bussen reden bij Syntus Twente. Tussen december 2016 en juni 2017 heeft de 3046 bij Syntus Utrecht gereden. 3046 is verkocht aan Spitax. |            |
| Syntus                        | 12    | 0  | 3049-3060                                 | 2004      | 200     | Twente, Utrecht                                                    | Deze serie had eerst de wagenparknummers 2149 - 2160 en 1449 - 1460. De 3051, 5053, 3054 en 3056 - 3058 hebben tussen 11 december 2016 en juni 2017 tijdelijk in Utrecht gereden. |            |
| Syntus                        | 12    | 0  | 3161-3172                                 | 2003/2005 | 200     | Twente                                                             | Deze serie had tot 2010 de wagenparknummers 1461-1472. |            |
| Syntus                        | 4     | 0  | 3247-3250                                 | 2010      | ALE-120 | Twente                                                             | De 3248-3250 gingen per 10 december 2023 naar Keolis Nederland voor inzet op het treinvervangend vervoer voor de RS34. |            |
| Syntus                        | 2     | 0  | 3255, 3256 (ex 3155, 3156; ex 4155, 4156) | 2012      | ALE-120 | Twente                                                             | De 3255 reed in de concessie Twente. De 3256 reed eerst in Twente, tussen december 2016 en juni 2017 in de provincie Utrecht, vervolgens in de concessie Veluwe, en daarna terug in Twente. Per 10 december 2023 gingen ze naar Keolis Nederland voor inzet op het treinvervangend vervoer voor de RS34. |            |
| Syntus Overijssel             | 52    | 0  | 4001-4052                                 | 2010      | ALE-120 | Midden Overijssel, Veluwe, Twente                                  | Deze serie heeft een stadsbusindeling en wordt voornamelijk gebruikt voor de stadsdiensten in Deventer en Zwolle. Bus 4051 is op 21 september 2012 uitgebrand. Bus 4049, 4050, 4052 reden in Utrecht en sinds 2017 op de Veluwe. 4052 is later naar Twente gegaan. |            |
| Syntus Overijssel             | 50    | 0  | 4101-4150                                 | 2010      | ALE-120 | Midden Overijssel, Veluwe, Twente                                  | De 4142-4146 reden tijdelijk bij Syntus Utrecht. De 4137-4139 hebben bij Keolis Almere gereden (daarbij hadden de 4137 en 4139 de huisstijl van Syntus Overijssel en de 4138 de huisstijl van allGo). 4140 is buiten dienst gesteld. 4147-4150 zijn hernummerd in 3247-3250. Van 2020 tot en met 2023 reden de 4133-4135, 4137 en 4139 in Twente en de 4128, 4136, 4138, 4140-4146 op de Veluwe (tot en met 2022). |            |
| Syntus Overijssel             | 4     | 0  | 4150-4154                                 | 2010      | ALE-120 | Midden Overijssel, Veluwe, Twente                                  | Zijn hernummerd in 5153-5156 en reden op de Veluwe. |            |
| Syntus Overijssel             | 2     | 0  | 4155-4156                                 | 2012      | ALE-120 | Midden Overijssel, Veluwe, Twente                                  | Zijn naar Twente gegaan en vernummerd naar 3155 en 3156, daarna nogmaals vernummerd naar 3255 en 3256. |            |
| Syntus Gelderland             | 24    | 0  | 5001-5024                                 | 2010      | ALE-120 | Stadsdienst Apeldoorn                                              | 5007 is gesloopt na een aanrijding met een te lage tunnel in Apeldoorn. 5021, 5023 en 5024 naar Twente als 3021, 3023 en 3024. |            |
| Syntus Gelderland             | 26    | 0  | 5101-5126                                 | 2009      | ALE-120 | Veluwe, Twente                                                     | Vernummerd van 1501-1526. |            |
| Syntus Gelderland             | 26    | 0  | 5127-5152                                 | 2010      | ALE-120 | Veluwe                                                             | |            |
| Syntus Gelderland             | 4     | 0  | 5153-5156                                 | 2010      | ALE-120 | Veluwe                                                             | Ex-Syntus Overijssel 4151-4154 |            |
| Syntus Gelderland             | 0     | 0  | 5157                                      | 2007      | 200     | Veluwe                                                             | Ex-Bak Reizen 111, voorheen Veolia 5267. |            |
| Syntus Gelderland             | 0     | 0  | 5196-5199                                 | 2004      | 200     | Veluwe                                                             | Ex-BBA/Veolia 5036, 5048, 5029, 5017. Deze bussen reden bij Syntus tijdelijk in de huisstijl van de Veluwelijn. |            |
| Syntus                        | 2     | 0  | 5301-5302                                 | 2004      | 200     |                                                                    | Deze serie had tot 2010 de wagenparknummers 1482-1483. De bussen werden verkocht aan Veolia. De bussen hieronder kregen nu de wagenparknummers van deze serie (2387-2388). |            |
| Syntus                        | 2     | 0  | 5301-5302                                 | 2005      | 200     |                                                                    | Deze serie had tot 2011 de wagenparknummers 1487-1488, daarna even 2387-2388. |            |
| Syntus                        | 3     | 0  | 5303-5305                                 | 2004      | 200     |                                                                    | Eerder 1484-1486. |            |
| Taxi Centrale Renesse         | 1     | 0  | 56                                        | 2002      | 120     | Vlieland                                                           | Op 15 oktober 2001 presenteerde Berkhof het prototype van de Ambassador op Vlieland aan Taxi Centrale Renesse. Daarop plaatste TCR in 2002 een order voor één Ambassador 120 (10,6 meter bus). |            |
| Taxi Centrale Renesse         | 17    | 15 | 419-435                                   | 2007      | 200     | HWGO en Zeeland                                                    | Deze bussen reden tot 13 december 2015 in de huisstijl van Arriva in de Hoeksche Waard/Goeree Overflakkee. Sinds 13 december 2015 rijden deze bussen voor Connexxion in de concessies Hoeksche Waard - Goeree-Overflakkee en Zeeland. |            |
| Taxi Centrale Renesse         | 0     | 4  | 546-552                                   | 2007      | 200     | HWGO, Arnhem/Nijmegen en Zeeland                                   | Ex Veolia 5289, 5318, 5308, 5301, 5300, 5299, 5317. Sinds 13 december 2015 rijden deze bussen voor Connexxion in de concessies Hoeksche Waard - Goeree-Overflakkee en Zeeland. |            |
| Taxi Centrale Renesse         | 0     | 6  | 560-565                                   | In dienst | 200     | Brabant                                                            | Ex Veolia 5255, 5257, 5260, 5307, 5292, 5315. |            |
| Taxi Centrale Renesse         | 0     | 14 | 567-590                                   | 2008      | 200     | Limburg, Brabant                                                   | Afkomstig uit de serie Veolia 5368-5391. Rijden in diverse concessies. |            |
| Taxi Centrale Renesse         | 8     | 0  | 595-602                                   | 2008      | 200     | Zuidoost-Brabant                                                   | Ex Hermes 3398-3404, 3396. |            |
| Taxi Centrale Renesse         | 0     | 1  | 606                                       | 2006      | 200     | Limburg                                                            | Ex Veolia 5139. Rijdt in de concessie Limburg. |            |
| Taxi Centrale Renesse         | 0     | 2  | 609-610                                   | 2007      | 200     | West- en Oost-Brabant                                              | Ex-Veolia 5248 en 5286. |            |
| Taxi Centrale Renesse         | 0     | 1  | 612                                       | 2006      | 200     | West- en Oost-Brabant                                              | Ex-Veolia 5096. |            |
| Taxi Centrale Renesse         | 0     | 3  | 613-616                                   | 2008      | 200     | HWGO en Zeeland                                                    | Ex-Hermes 3347, 3350, 3353, 3354. |            |
| TCE Tours                     | 0     | 1  | BX-PT-89                                  | 2010      | 200     | IJssel-Vecht                                                       | |            |
| TGvia                         | 0     | 0  | 70-74                                     | 2003      | 200     | Twente                                                             | Ex Connexxion 1741, 1768, 1757 en 1759. |            |
| TGvia                         | 0     | 0  | 78                                        | 2004      | 200     | Twente                                                             | Voorheen Syntus 2147, daarvoor BBA/Veolia 5002 |            |
| Tsjerk Hiddes                 | 0     | 0  | BN-HH-91                                  | 2002      | 200     |                                                                    | Ex Connexxion 8153 |            |
| Veolia (BBA)                  | 2     | 0  | 901-902                                   | 2004      | 200     |                                                                    | |            |
| U-OV (Qbuzz)                  | 0     | 8  | 4401-4531                                 | 2008      | 200     | Utrecht                                                            | Ex-Connexxion 3159-3289. Enkele bussen zijn nog in dienst als lesvoertuig. |            |
| UVO                           | 0     | 1  | 400                                       | 2008      | 200     | Noord-Groningen                                                    | Ex-Arriva 152 |            |
| UVO                           | 0     | 0  | 504, 505                                  | 2003      | 200     |                                                                    | Ex-Hermes 1764 en 1771 |            |
| Van Driel                     | 0     | 1  | 347-349                                   | 2007      | 200     | Oost-Brabant                                                       | Voorheen Zwaluw Reizen 5, Zwaluw Reizen 8, Zwaluw Reizen 2. Daarvoor Veolia 5321, 5367, 5320. |            |
| Van Driel                     | 0     | 0  | 371-375                                   | 2004      | 200     | Oost-Brabant                                                       | Deze bussen waren tijdelijk gehuurd van Syntus. De wagenparknummers bij Syntus zijn 3049, 3051-3054. |            |
| Van Driel                     | 0     | 0  | 4405                                      | 2008      | 200     | Almere                                                             | Ex-U-OV. |            |
| Van Driel                     | 0     | 0  | 4408                                      | 2008      | 200     | Almere                                                             | Ex-U-OV. |            |
| Van Driel                     | 0     | 0  | 4410                                      | 2008      | 200     | Almere                                                             | Ex-U-OV. |            |
| Van Driel                     | 0     | 0  | 4412                                      | 2008      | 200     | Almere                                                             | Ex-U-OV. |            |
| Van Driel                     | 0     | 0  | 4417                                      | 2008      | 200     | Almere                                                             | Ex-U-OV. |            |
| Van Driel                     | 0     | 0  | 4452                                      | 2008      | 200     | Almere                                                             | Ex-U-OV. |            |
| Van Driel                     | 0     | 0  | 4507                                      | 2008      | 200     | Almere                                                             | Ex-U-OV. |            |
| Van Driel                     | 0     | 0  | 4511                                      | 2008      | 200     | Almere                                                             | Ex-U-OV. |            |
| Van Kooten                    | 0     | 0  | 8                                         | 2002      | 200     |                                                                    | ex-Connexxion 8137 |            |
| Verkeersschool Van der Laan   | 0     | 1  | 8301                                      | 2003      | 200     |                                                                    | Ex Connexxion |            |
| Verkeersschool Van der Laan   | 0     | 1  | 8444                                      | 2010      | 200     |                                                                    | Ex Arriva |            |
| Veolia (BBA)                  | 57    | 0  | 5001-5057                                 | 2004      | 200     | Veluwe                                                             | Deze serie kwam oorspronkelijk bij BBA in dienst. Alleen 5051, 5053-5057 is nog bij Veolia in dienst waar ze eind 2015 uit dienst gingen en eind 2016 bij Arriva in Limburg gingen rijden. Aan Syntus verkocht werden 5001-5003, 5017, 5029, 5036 en 5048, deels via VDL. Naar Besloten Vervoer Maastricht gingen 5015, 5020, 5033, 5040, 5041, 5045, 5046, 5049, 5050 en 5052 en naar Sieswerda 5008, 5030, 5035 en 5037; beide bedrijven leverden oudere voertuigen in. De 5032, 5006, 5019, 5038, 5014, 5029, 5043, 5011, 5024, 5026, 5016 en 5009 verkocht aan Bedrijf Autoservizi M. Canuto, S.p.A. (AMC) in Moncalieri (nabij Torino) rijden met de nummers 355-366. De 5007 rijdt bij AOC Terra. De overige bussen werden geëxporteerd.                                                                                         |            |
| Veolia                        | 185   | 0  | 5058-5242                                 | 2006      | 200     | Limburg                                                            | De 5218 rijdt bij RHT Tours / Tourgo. De 5233 is geëxporteerd. |            |
| Veolia                        | 80    | 0  | 5243-5322                                 | 2007      | 200     | Brabant                                                            | Reden tot december 2014 in de concessies West- en Oost Brabant. Deze bussen reden sinds december 2015 voor de concessies Noord- en Midden Limburg en Zuid-Limburg. 5319-5321 zijn doorverkocht aan Zwaluw Reizen. De overige bussen zijn in december 2016 buiten dienst gegaan. Sindsdien is de status van de bussen als volgt: - De 5383 heeft bij Syntus Utrecht gereden - De 5292 rijdt bij TCR onder het nummer 564 - De 5315 rijdt bij TCR onder het nummer 565 |            |
| Veolia                        | 20    | 0  | 5323-5342                                 | 2007      | 200     | Volans-lijnen                                                      | Sinds 2015 rijden ze grotendeels bij Connexxion in het Gooi onder de nummers 5810-5829. |            |
| Veolia                        | 21    | 0  | 5343-5363                                 | 2007      | 200     | Brabantliner                                                       | Deze luxere serie werd oorspronkelijk gebouwd voor de HOV-formule Brabantliner. De bussen bleken echter niet geschikt. Ze werden daarom op de streekdienst ingezet. Sinds 2015 rijden de 5343-5346 bij Connexxion in het Gooi onder de nummers 5830-5843. |            |
| Veolia                        | 4     | 0  | 5364-5367                                 | 2007      | 200     | Brabant                                                            | De 5367 is verkocht aan Zwaluw Reizen. De andere bussen zijn op een onbekend moment uit dienst gegaan. |            |
| Veolia                        | 24    | 0  | 5368-5391                                 | 2008      | 200     | Zeeuws-Vlaanderen                                                  | Reden tot december 2014 in de concessie Zeeuws-Vlaanderen. Van 13 december 2015 tot december 2016 reden deze bussen in de concessies Noord- en Midden Limburg en Zuid-Limburg. Sindsdien rijden de bussen voor TCR als 567-590. |            |
| Veolia                        | 0     | 0  | 5392-5393                                 | 2004      | 200     |                                                                    | Ex-Syntus 1482-1483 (die later bij Syntus nog werden vernummerd tot serie 5301-5302). |            |
| VTS Tours                     | 0     | 0  | BS-HR-95                                  | 2006      | 200     | Veluwe                                                             | Ex-Connexxion 3154 |            |
| VTS Tours                     | 0     | 0  | BT-BJ-79                                  | 2006      | 200     | Veluwe                                                             | Ex-Connexxion 3159 |            |
| Wijdemeren                    | 0     | 0  | BN-RB-47                                  | 2003      | 200     |                                                                    | Ex Connexxion 3157 |            |
| Wijdemeren                    | 0     | 2  | BP-XL-47                                  | 2005      | 200     |                                                                    | Ex Connexxion 8463 |            |
| Wijdemeren                    | 0     | 2  | BT-LN-46                                  | 2008      | 200     |                                                                    | Ex-Arriva 8316 |            |
| Willy de Kruijff              | 0     | 0  | 143                                       | 2003      | 200     |                                                                    | Hermes 1733 |            |
| Zwaluw Reizen                 | 0     | 0  | 2-3                                       | 2007      | 200     |                                                                    | Gehuurd van Veolia. De 3, 5 en 8 zijn naar Van Driel gegaan. |            |
| Zwaluw Reizen                 | 0     | 0  | 5                                         | 2007      | 200     |                                                                    | Gehuurd van Veolia. De 3, 5 en 8 zijn naar Van Driel gegaan. |            |
| Zwaluw Reizen                 | 0     | 0  | 8                                         | 2007      | 200     |                                                                    | Gehuurd van Veolia. De 3, 5 en 8 zijn naar Van Driel gegaan. |            |
| Zwaluw Reizen                 | 0     | 0  | 5053                                      | 2007      | 200     |                                                                    | Gehuurd van Veolia. De 3, 5 en 8 zijn naar Van Driel gegaan. |            |

- Bij Syntus worden de vernummerde series vermeld.
- In totaal zijn er 2203 Ambassadors aan de Nederlandse vervoerbedrijven geleverd.

### Buitenland
Ook buitenlandse vervoerbedrijven zoals Israël en Duitsland toonden interesse in de bus en plaatsten orders bij VDL Berkhof. Transdev plaatste voor de Duitse vestiging in Siegen in juli 2010 een order van 40 Ambassadors voor inzet binnen de regio Wetzlar.
Het chassis waarop de Ambassador staat wordt ook gewoon los verkocht. Arriva plc bestelde in november 2008 meer dan 350 chassis voor levering in 2008/2009, met de optie om nog meer chassis te kopen voor 2010/2011. Dit is de grootste order die Arriva ooit bij VDL Bus & Coach heeft geplaatst voor ‘right hand drive’ voertuigen.
Op 17 september 2010 liep de eerste door de Letse fabrikant Amoplant te Jelgava in licentie geproduceerde bus van het type Ambassador ALE 106 als AMO ZIL van de band. Amoplant streeft naar een productie van 55 stuks per jaar. In 2014 werd faillissement uitgesproken.
In 2013 werden in totaal 105 Connexxion bussen geëxporteerd naar Ivoorkust. Deze bussen rijden bij Sotra in onder meer Abidjan.
In onderstaande tabel staat het aantal Ambassador 200-bussen in het buitenland vermeld met wagenparknummers. Aangegeven wordt of het een Ambassador 120- / 180-serie betreft.
Uitleg tabel:
- Bedrijf = Vervoersmaatschappij
- Order = Aantal bestelde bussen bij VDL Bus & Coach. Overgekochte bussen tellen niet mee.
- Nu = Huidig aantal in dienst bij deze vervoerder (minus afgevoerde/verkochte bussen) en/of (inclusief) overgekochte bussen.
- Serie = Wagenparknummers

| Bedrijf                                                                       | Order | Nu  | Serie                         | Bouwjaar       | Opmerking |
| ----------------------------------------------------------------------------- | ----- | --- | ----------------------------- | -------------- | --- |
| Arriva, (Denemarken)                                                          | 4     | 4   | 3057, 1058-1060               | 2009           | De 3057 is de ex 1057, Midden-Jutland. Alle 4 bussen zijn van het type Ambassador 180                                                |
| Arriva, (Denemarken)                                                          | 2     | 2   | 1761-1762                     | 2009           | Ambassador 180 |
| Arriva, (Denemarken)                                                          | 3     | 3   | 5640-5641, 4034               | 2010           | Ambassador 180 Ambassador 120, in de provencie Funen                                                                                 |
| Arriva, (Denemarken)                                                          | 6     | 6   | 5671-5676                     | 2011           | |
| City-Trafik, (Denemarken)                                                     | 24    | 24  | 2431-2436 2481-2498           | 2008 2009      | |
| DitoBus, (Denemarken)                                                         | 21    | 21  | 4746-4749 4656-4662 4736-4745 | 2007 2008 2010 | Ambassador 120, ex Østtrafik 7603-7606 - -                                                                                           |
| Egged Taavura                                                                 | 3     | 3   | 14951, 15008, 15271           | 2007           | Egged heeft ook in 2005 Ambassadors besteld. De laatste levering vond plaats in 2009/2010 en ging om circa 70 Ambassador 200 bussen. |
| HEAG mobiBus, (Duitsland)                                                     | 3     | 3   | 290-291, 299                  | ?              | Ambassador 180 |
| Hüther + Junkes (Duitsland)                                                   | 8     | 8   | N.v.t                         | 2005 t/m 2008  | Kenteken HOM-JH 24, HOM-JH 27, HOM-JH 28, HOM-JH 47, HOM-JH 49, HOM-JH 73, HOM-JH 74, HOM-JH 85                                      |
| De Hvide Busser A/S, (Denemarken)                                             | 17    | 17  | 8715-8731 8732                | 2007 2010      | |
| Kraftverkehrsgesellschaft Braunschweig mbH, Salzgitter-Lebenstedt (Duitsland) | 1     | 1   | n.n.b.                        | ?              | |
| Kremerskothen, Dorsten (Duitsland)                                            | 10    | 10  |                               | 2012           | |
| Kruse, (Denemarken)                                                           | 4     | 4   | 22, 24, 7123, 7125            | 2003           | Ambassador 120. De laatste bus is op het nieuwe chassis gebouwd en daardoor een Ambassador 180-bus.                                  |
| Nettbuss Skibby, (Denemarken)                                                 | 14    | 14  | 8515-8528                     | 2010           | Zie bron voor meer informatie: |
| Nobina, (Denemarken)                                                          | 11    | 11  | 6001-6011                     | 2008           | |
| Nordjyllands Trafikselskab (NT), (Denemarken)                                 | ?     | ?   | ...-...                       | 2011           | |
| Rau (Duitsland)                                                               | 1     | 1   | N.v.t                         | ?              | Kenteken RP R 568 |
| Rheinbahn AG, Düsseldorf (Duitsland)                                          | 2     | 0   | 7601-7602                     | 2010           | [ 19 ] |
| Stadtwerke Schweinfurt GmbH (Duitsland)                                       | 4 9   | 4 9 | 50-53 58-66                   | 2011 2012      | |
| Südhessen Bus GmbH (Duitsland)                                                | 23    | 23  | ...-....                      | 2010           | |
| Swebus AB, (Zweden)                                                           | 1     | 0   | 6768                          | 2007           | > export: Hyvinkään Liikenne Oy: 3, Hyvinkää (Finland)                                                                               |
| Transdev (MVB) - Duitsland                                                    | 2     | 2   | N.v.t                         | ?              | Kenteken LM-TD 197, NR-T 1036 |
| TST (Portugal)                                                                | 0     | 37  | 241-264, 266-269, 277-285     | 2002 t/m 2004  | Ex-Arriva/Noordned |
| Von Rahden GmbH & Co. KG, Schwanewede (Duitsland)                             | 1     | 1   | n.n.b.                        | ?              | |
| Vogt (Duitsland)                                                              | 0     | 6   | 195-201                       | 2002           | ex Connexxion 8124, 8126, 8127, 8128, 8133 en 8135                                                                                   |
| Werner Reisen (Duitsland)                                                     | 1     | 1   | N.v.t.                        | ?              | Kenteken HP W 2716. |
| Jelgavas Autobusu Parks, Jelgava (Letland)                                    | 5 5   | 5 5 | n.n.b.                        | 2010 2012      | Ambassador 180 (assemblage Amoplant)                                                                                                 |

Naast bovengenoemde bussen is een aantal bussen geëxporteerd naar onder meer Duitsland en de firma Egged in Israël.

## Waterstofbus
In 2010 is een Ambassador afkomstig van Connexxion (nummer 8197) ter beschikking gesteld voor een proef met een wielnaafaandrijving en waterstof als brandstof. Dit project werd HyMove genoemd als bouwer van de waterstofinstallatie die waterstof omzet in elektrische stroom en was opgericht door de Waterstof Onderneming Gelderland en werd mogelijk gemaakt door onder andere de provincie Gelderland, Connexxion, de Stadsregio Arnhem Nijmegen en de gemeente Arnhem. Het project gaat om een proef om te kijken of het mogelijk is om met bussen, die op waterstof rijden en een wielnaafaandrijving hebben, een dienstregeling te rijden. In eerste instantie werd de bus vooral gebruikt voor demonstraties en promotiedoeleinden en is met ingang van 2011 in de dienstregeling van Arnhem opgenomen. Deze bus werd in 2015 ontmanteld en vervangen door bussen die afkomstig zijn van twee Poolse fabrikanten.

## Schaalmodel
Modellenbouwer Lion Toys heeft een schaalmodel 1/50 uitgebracht van de Berkhof Ambassador 200. De bus werd in eerste instantie gemaakt ter gelegenheid van het honderdjarig bestaan van de bussenfabriek (In 1907 Hainje, vanaf 1989 Berkhof en vanaf 1998/2003 VDL Berkhof) in Heerenveen. Vanaf 2008 zijn ook modellen uitgebracht in de verschillende huisstijlen van de ov-bedrijven.

## Museumbussen
De Syntus 1451 (later bekend onder nummer 3051) was de eerste museumbus van het type Berkhof Ambassador bus werd door Syntus in 2018 aan de toen maalige Stichting Standaardstreekbus overgedragen. Met deze bus werd op 24 juni 2018 een excurie gemaakt in het voormalige inzetgebied in de Achterhoek. Deze bus kreeg zijn oorspronkelijke geel-witte huisstijl terug. De bus is op 1 oktober 2018 ondergebracht bij de Stichting Openbaar Vervoer Collectie Nederland (OVCN) 
De Connexxion 8795 bus begon zijn carrere in de regio Zwolle en De bus kwam met de opschriften “Maxx Stadsbus Zwolle” in dienst in Zwolle en reed daar voornamelijk op de stadsdienst. Na Utrecht heeft de 8795 nog dienst gedaan in de concessies Voorne-Putten, Amstel Meerlanden, Gooi en Vechtstreek, Noord-Holland Noord en IJsselmond heeft later onder andere rond Hilversum, Alkmaar en Almere gereden. Op 20 maart 2020 werd de Connexxion 8795 ook aan de collectie van de OVCN toegevoegd.
De Syntus Overijssel 4015 reed op 12 december 2020 voor het laatst in dienst. Daarna heeft OVCN ook deze bus in haar wagenpark opgenomen. Het is een bus die in Zwolle is begonnen en vooral in en rondom deze stad als stadsbus heeft dienst gedaan. 